# Universo cinematográfico de Marvel
El Universo cinematográfico de Marvel (UCM o MCU; en inglés: Marvel Cinematic Universe) es una franquicia de medios y un universo compartido, centrada en una serie de películas de superhéroes producidas por Marvel Studios. Las películas están basadas en personajes que aparecen en los cómics estadounidenses publicados por Marvel Comics. La franquicia también incluye series de televisión, cortometrajes, series digitales y literatura. El universo compartido, al igual que el Universo Marvel original en los cómics, se estableció mediante cruce de elementos, escenarios, elenco y personajes comunes de la trama.
Marvel Studios estrena sus películas en grupos llamados "Fases", con las primeras tres fases conocidas se conocen colectivamente como «The Infinity Saga», en español: «La saga Infinity». y las siguientes tres fases como «The Multiverse Saga». La primera película del MCU es Iron Man (2008), que comenzó las películas de la Fase Uno culminando en la película crossover, The Avengers (2012). La Fase Dos comenzó con Iron Man 3 (2013) y concluyó con Ant-Man (2015), mientras que la Fase Tres comenzó con Capitán América: Civil War (2016) y concluyó con Spider-Man: lejos de casa (2019) culminado así «The Infinity Saga». Black Widow (2021) es la primera película en Fase Cuatro, que concluyó con Black Panther: Wakanda Forever (2022), e incluye también varias series de televisión, mientras que la Fase Cinco comenzó con Ant-Man and the Wasp: Quantumania (2023), y concluirá con Thunderbolts* (2025). La Fase Seis comenzará con The Fantastic Four: First Steps (2025) y terminará con Avengers: Doomsday (2026) y Avengers: Secret Wars (2027).
Marvel Television expandió el universo a la televisión con Agents of S.H.I.E.L.D. en la cadena ABC en 2013, antes de expandirse aún más hacia el streaming con Marvel's Daredevil en Netflix en 2015 y Marvel's Runaways en Hulu en 2017, y por último a la televisión por cable con Marvel's Cloak & Dagger en 2018 en Freeform. También produjeron la serie digital Marvel's Agents of S.H.I.E.L.D.: Slingshot. Marvel Studios comenzó a producir sus propias series de televisión para streaming en Disney+, comenzando con WandaVision en 2021 como el comienzo de la Fase Cuatro. El MCU incluye cómics relacionados publicados por Marvel Comics, mientras que Marvel Studios ha producido series de cortometrajes directo para video y una campaña de marketing viral para sus películas y el universo con el falso programa de noticias WHIH Newsfront y The Daily Bugle.
La franquicia ha tenido éxito comercial, convirtiéndose en una de las franquicias de medios más taquilleras de todos los tiempos y ha recibido críticas generalmente positivas de los críticos. El estudio atribuyó el rendimiento de varios proyectos de «The Multiverse Saga» por debajo de las expectativas al aumento en la cantidad de contenido que se produce después de Endgame, y comenzó a disminuir su producción de contenido a partir de 2024. El MCU también ha inspirado varias atracciones temáticas, una exhibición de arte, dos especiales de televisión, guías para cada película, múltiples videojuegos vinculados y comerciales relacionados. También ha sido pionera en unir a varios personajes en un mismo universo, inspirando a otras compañías ha crear sagas cinematográficas similares.

## Desarrollo

### Películas y series de Marvel Studios

#### Las películas de La saga Infinity
En 2005, Marvel Entertainment planeaba producir sus propias películas de forma independiente y distribuirlas a través de Paramount Pictures. Anteriormente, el estudio había coproducido varias películas de superhéroes basado en Marvel Comics con Columbia Pictures, New Line Cinema, 20th Century Fox y otros. Marvel obtuvo relativamente pocos beneficios de estos acuerdos de licencia y quería sacar más dinero de sus películas manteniendo el control artístico de los proyectos y la distribución. Avi Arad, director de la división de películas de Marvel Entertainment, estuvo satisfecho con las películas de Spider-Man de Sam Raimi en Sony Pictures pero estaba menos satisfecho con algunas de las otras películas. Arad decidió formar Marvel Studios, el primer estudio de cine independiente importante desde DreamWorks fuera fundada en 1994. El segundo al mando de Arad, Kevin Feige, se dio cuenta de que a diferencia de Spider-Man, Blade y los X-Men que tenían licencia respectivamente para Sony, New Line y Fox, Marvel poseía los derechos del equipo, Los Vengadores. Feige, un "fanboy" que se describe a sí mismo, imaginó combinar estos personajes en un universo compartido similar al creado por Stan Lee y Jack Kirby para Marvel Comics en la década de 1960.
Para obtener capital, el estudio obtuvo una financiación de un crédito rotativo de U$S525 millones a siete años con Merrill Lynch. El plan de Marvel era estrenar películas individuales de sus personajes principales y luego unirlos en una película crossover; Arad, que renunció en 2006, dudaba que esta estrategia funcionara. Él insistía en que era su reputación lo que ayudaba a asegurar el financiamiento inicial. En 2007, Kevin Feige fue nombrado jefe del estudio. Para preservar su integridad artística, Marvel Studios formó un comité creativo de seis personas familiarizadas con los cómics: Feige, el copresidente de Marvel Studios, Louis D'Esposito, el presidente de editorial de Marvel Comics, Dan Buckley, el director creativo de Marvel Entertainment, Joe Quesada, el escritor de coómics, Brian Michael Bendis y el presidente de Marvel Entertainment Alan Fine, quien supervisaba al comité. Feige se refería inicialmente a la continuidad compartida de las películas como «Marvel Cinema Universe», pero más adelante adoptó el término «Marvel Cinematic Universe». Dado que la franquicia se expandió a otros medios, algunos han utilizado esta frase simplemente para referirse a los largometrajes.
Las películas del MCU se estrenan en grupos llamados "Fases", comenzando con la Fase Uno y Fase Dos. En diciembre de 2009, The Walt Disney Company compró Marvel Entertainment por 4 mil millones de dólares. Disney dijo que las futuras películas de Marvel Studios serían distribuidas por su propio estudio una vez que expirara el acuerdo existente con Paramount. Las películas de Fase Tres se anunciaron en un evento de prensa especial en octubre de 2014. Para septiembre de 2015, después de que Marvel Studios se integró a The Walt Disney Studios. Feige estaba rindiendo cuentas a Alan Horn, presidente de dicha división, en vez de a Isaac Perlmutter, director de ejecutivo de Marvel Entertainment, y el comité creativo comenzó a tener sólo aportaciones "nominales" sobre las películas. Continuaron consultando sobre producciones de Marvel Television, que continuaba bajo control de Perlmutter. Todas las decisiones cinematográficas clave en el futuro serían tomadas por Feige, D'Esposito y la vicepresidenta ejecutiva Victoria Alonso. El estudio pasó a establecer el Parlamento de Marvel Studios, un "grupo de expertos" de ejecutivos de larga data de la empresa que se ayudan a mejorar los proyectos de cada uno siempre que sea posible. En noviembre de 2017, Feige dijo Avengers: Endgame (2019) proporcionaría una conclusión definitiva a las películas hasta el momento y comenzaría un nuevo período para la franquicia. Más tarde dijo que la Fase Tres concluiría «La saga Infinity».

#### Las películas y series de «The Multiverse Saga»
Se informó que Disney estaba desarrollando una serie de televisión de Marvel para su nuevo servicio de streaming, Disney+ en noviembre de 2017. En julio de 2018, Feige dijo que se había entrado en discusiones con Disney con respecto a cualquier posible participación que Marvel Studios pudiera tener en el servicio de streaming, ya que Feige sintió que el servicio era importante para la empresa en general. En septiembre de 2018, se informó que Marvel Studios estaba desarrollando varias series limitadas centradas en personajes «de segunda categoría» de las películas del MCU que no habían y probablemente no protagonizarían sus propias películas. Cada serie tendría entre seis a ocho episodios y sería producida por Marvel Studios en vez de Marvel Television, teniendo Feige un «papel activo» en el desarrollo de cada serie. Feige dijo que estas series "contarán historias... que no podríamos contar en una experiencia cinematográfica—una narrativa más larga". Agregó que Disney les pidiera que crearan estas series "energizó a todos creativamente" dentro de Marvel Studios, ya que "podían jugar en un nuevo medio y tirar las reglas por la ventana en términos de estructura y formato". Los especiales de televisión de Marvel Studios se comercializan bajo el lema «Marvel Studios Special Presentation», en español: «Presentación Especial de Marvel Studios». The Guardians of the Galaxy Holiday Special (2022), una Presentación Especial de Marvel Studios, fue el primer proyecto que Marvel Studios comenzó a planificar para Disney+.
En diciembre de 2017, The Walt Disney Company acordó adquirir bienes de 21st Century Fox, incluyendo 20th Century Fox, por U$S52,4 mil millones. La transacción se cerró oficialmente el 19 de marzo de 2019. La adquisición vería el retorno de los derechos cinematográficos de Deadpool y los personajes de X-Men y los Cuatro Fantásticos a Marvel Studios, aunque Feige explicó que a pesar de que la adquisición se finalizó en 2019, el acceso y la integración de estos personajes y conceptos no estuvieron disponibles "durante mucho tiempo" debido a las leyes de adquisición corporativa. Algunos de los primeros elementos previamente controlados por 20th Century Fox que se integraron en el MCU fueron la organización S.W.O.R.D. en la serie de streaming, WandaVision y el país ficticio Madripoor en la serie, The Falcon and the Winter Soldier. Además, Patrick Stewart apareció como el Profesor Charles Xavier de la Tierra-838 en Doctor Strange en el multiverso de la locura (2022), interpretando a una versión diferente del personaje que interpretó anteriormente en la serie de películas X-Men de 20th Century Fox, mientras que se reveló que Kamala Khan tenía una mutación genética en Ms. Marvel, con la estrella Iman Vellani confirmando que ella fue la primera mutante en el MCU. Namor también se revela como un mutante en Black Panther: Wakanda Forever (2022) como lo es en los cómics. Feige calificó a Deadpool & Wolverine (2024) como el verdadero comienzo de la exploración y el uso de los personajes de Fox por parte de Marvel Studios, y calificó a cada proyecto posterior como parte de la "era mutante" del MCU.

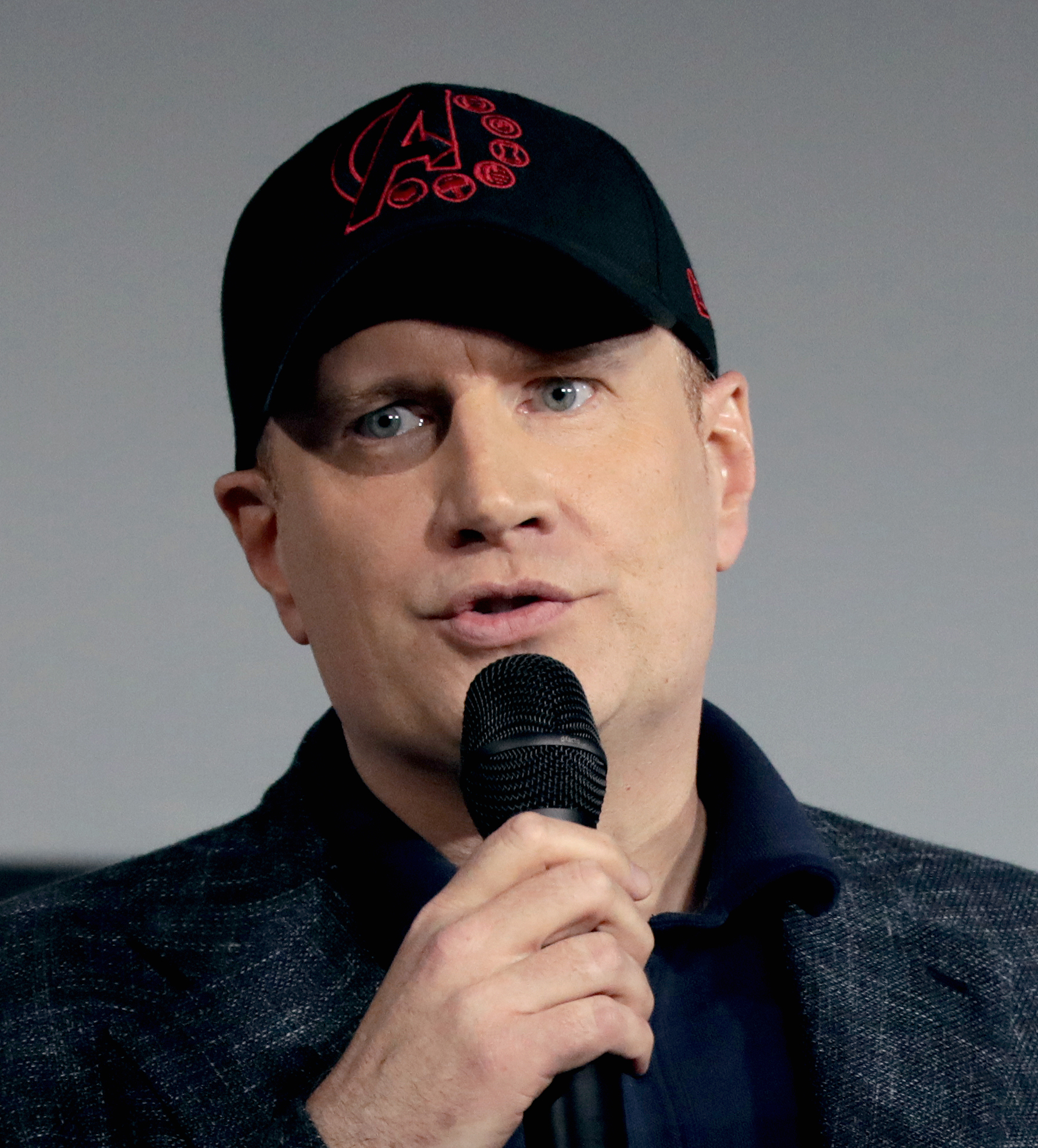
Kevin Feige ayudó a concebir un universo multimedia compartido de propiedades de Marvel.

En julio de 2019, Feige anunció la lista de la Fase Cuatro en la Convención Internacional de Cómics de San Diego, compuesto por películas y, por primera vez, series de televisión en Disney+. La lista de la Fase Cuatro incluye What If...?, la primera serie animada de Marvel Studios, y en julio de 2021 el estudio estaba creando una "rama de animación y un miniestudio", conocido como Marvel Studios Animation, para centrarse en más contenido animado más allá de What If...?. Alonso confirmó que Marvel Studios tenía alrededor de 31 proyectos en varias etapas de desarrollo para septiembre de 2021. En abril de 2022, Feige dijo que él y Marvel Studios estaban en un retiro creativo para planificar y discutir las películas del UCM para los siguientes 10 años. Ese julio, Feige anunció algunas de las películas y series para la Fase Cinco y la Fase Seis en la Convención Internacional de Cómics de San Diego, revelando que las siguientes tres Fases se conocían colectivamente como «The Multiverse Saga». Después de la "experiencia creativa" de terminar la Fase Tres y «La saga Infinity» con Avengers: Infinity War (2018) y Avengers: Endgame, y la expansión en la cantidad de proyectos producidos por el estudio en un corto período de tiempo, Marvel Studios decidió dejar de tener una película cruzada de los Vengadores al final de cada Fase y, en su lugar, decidió tener una culminación cruzada al final de «The Multiverse Saga» con Avengers: The Kang Dynasty y Avengers: Secret Wars (2027). The El estudio estaba emocionado de explorar a Kang el Conquistador como un villano general de «The Multiverse Saga» después de Thanos en la Saga Infinity, porque Kang era un villano diferente en parte porque tiene múltiples variantes de diferentes líneas temporales dentro del multiverso. El estudio inicialmente no planeó construir la próxima saga en torno a Kang, y tomó esa decisión después de ver la actuación del actor Jonathan Majors en la primera temporada de la serie de Disney+, Loki (2021), así como en los escenas diarias del rodaje de Ant-Man and the Wasp: Quantumania (2023). Después de que Majors fuera declarado culpable delitos de agresión en diciembre de 2023, Disney y Marvel Studios lo despidieron y Marvel comenzó a referirse internamente a The Kang Dynasty como Avengers 5.
Alonso fue despedida de su cargo en Marvel Studios en marzo de 2023 por desempeñarse como productora de la película de Amazon Studios Argentina, 1985 (2022), en incumplimiento de un acuerdo de 2018 entre Alonso y Disney no trabajará para un estudio competidor. La decisión fue tomada por un grupo que incluía al copresidente de Disney Entertainment, Alan Bergman y los departamentos legales y de recursos humanos de Disney. Según los informes, Alonso no solicitó permiso para trabajar en la película y Disney le pidió que dejara de trabajar en la película, así como que no la promocionara ni publicitara. La situación fue "considerada lo suficientemente grave" como para que Disney solicitara la firma de un nuevo acuerdo. A pesar de esto, Alonso continuó promocionando la película después de su estreno en septiembre de 2022, y se le recordó constantemente su acuerdo e incumplimiento de contrato, lo que en última instancia llevó a su despido. Los abogados de Alonso refutaron esta afirmación y afirmaron que Disney conocía y aceptaba el trabajo de Alonso en Argentina, 1985 y que, en cambio, fue "silenciada [...y] despedida cuando se negó a hacer algo que creía reprobable"; se informó que este incidente fue un desacuerdo con un ejecutivo de Disney sobre la censura de elementos del orgullo gay en Ant-Man and the Wasp: Quantumania (2023) para estrenar la película en Kuwait y cumplir con sus leyes anti-LGBTQ restrictivas. Un portavoz de Disney reiteró que la idea de que fue despedida debido a "un incumplimiento de contrato indiscutible y una violación directa de la política de la empresa", entre otros "factores clave". Disney y Alonso llegaron a un acuerdo de compensación multimillonario en abril.
En julio de 2023, el director ejecutivo de Disney, Bob Iger declaró que la compañía reduciría el gasto y la creación de contenido de Marvel y admitió qula expansión de Marvel Studios a las series de Disney+ y más películas había "diluido el enfoque y la atención" después de varias películas con bajo rendimiento en la taquilla. Aclaró sus planes en mayo de 2024, diciendo que Disney ahora estrenaría dos, o como máximo tres, películas de Marvel y dos series de Marvel al año. Esto fue inferior a las cuatro películas y alrededor de cuatro series que se estrenaron en los últimos años. La compañía estaba reduciendo la producción y centrándose en la calidad en todas sus divisiones, pero Iger sintió que el cambio era especialmente necesario para Marvel. Feige y D'Esposito dijeron que 2023 había sido un año particularmente difícil y un "momento difícil" para el estudio, pero habían aprendido la lección de intentar crear demasiado contenido a la vez. Agregaron que dejar de estar "en la cima" de la taquilla les permitió volver a ser los menos favorecidos, como lo habían sido al comenzar a trabajar en la Fase Uno, y que "volverían fuertes" con la esperanza de sorprender al público y superar las expectativas.
En 2024, Marvel Studios presentó sus sellos «Marvel Animation» y «Marvel Television» para sus series animadas y de acción en vivo, respectivamente. Esto se hizo, junto con el sello «Marvel Spotlight» previamente establecido, para ayudar a indicar al público que no tenían que ver todos los proyectos del estudio para comprender la historia general y podían elegir qué historias y los personajes debajo de estos sello seguir. En la Convención Internacional de Cómics de San Diego de 2024, la quinta película de Avengers fue retitulada Avengers: Doomsday (2026), con Robert Downey Jr. elegido como Victor von Doom / Doctor Doom (después de interpretar previamente a Tony Stark / Iron Man en el MCU) tanto para Doomsday como para Secret Wars.

### Series de Marvel Television

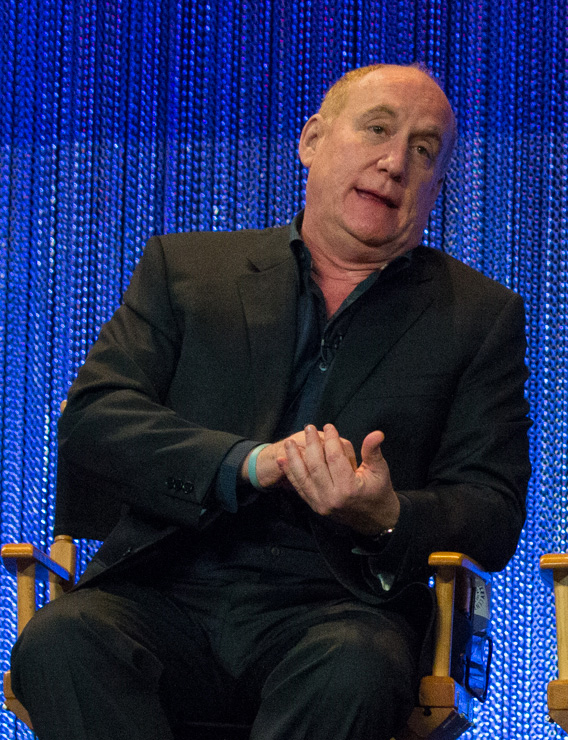
El ex director de Marvel Television, Jeph Loeb, se desempeñó como productor ejecutivo de todas las series de televisión en ABC, Netflix, Hulu y Freeform.

En junio de 2010, Marvel Television fue lanzada con Jeph Loeb como jefe, y había entablado conversaciones con ABC para crear un programa ambientado en el MCU en julio de 2012, la cadena finalmente estrenó las series Agents of S.H.I.E.L.D., Agent Carter, e Inhumans. La última fue una coproducción con IMAX Corporation. En noviembre de 2013, Disney estaba programado a proporcionar a Netflix las series de acción en vivo Daredevil, Jessica Jones, Luke Cage y Iron Fist, que conducen a la miniserie The Defenders. En abril de 2016, Netflix ordenó The Punisher, un spin-off de Daredevil. En febrero de 2019, Netflix canceló todas sus series de Marvel. En abril de 2016, la cadena de televisión por cable, Freeform anunció Cloak & Dagger. En mayo de 2017, Marvel anunció que Runaways había recibido un pedido a serie por Hulu. En mayo de 2019, Marvel anunció que Helstrom recibió luz verde para Hulu.
En octubre de 2019, una mayor reestructuración corporativa vio a Feige nombrado director creativo de Marvel Entertainment, y Marvel Television pasó a formar parte de Marvel Studios y los ejecutivos de Marvel Television le reportaban a Feige. En diciembre de 2019, Marvel Television fue se incorporó a Marvel Studios, y Marvel Studios se hizo cargo de la producción de la serie actual en ese momento; no se estaba considerando el desarrollo de más series de Marvel Television. En enero de 2021, Feige dijo "nunca digas nunca" sobre el posible reinicio de las series de Netflix, pero señaló que Marvel Studios se centraba en sus nuevas series de Disney+ anunciadas en ese momento. En mayo de 2022, se reveló que Marvel Studios estaba desarrollando una nueva serie de Daredevil para Disney+, que se anunció en julio como Daredevil: Born Again.

### Expansión a otros medios
En 2008, se publicó el primer cómic oficial relacionado con el MCU. Quesada explicó que estos cómics se ubicarían dentro de la continuidad de las películas, pero no pretendían ser adaptaciones directas. Más bien, explorarían "algo que sucedió fuera de la pantalla" o desarrollarían algo mencionado brevemente. Feige estuvo involucrado en la creación de los cómics, a veces también con los guionistas de la película. Marvel Comics trabajó con Brad Winderbaum, Jeremy Latcham y Will Corona Pilgrim en Marvel Studios para decidir qué conceptos deberían trasladarse del universo de Marvel Comics al Universo cinematográfico de Marvel, qué mostrar en los cómics relacionados, y qué dejar para las películas. Marvel luego aclaró cuáles cómics relacionados son consideradas historias canónicas del MCU, con el resto siendo meramente inspiradas por el mismo, «donde mostramos a todos los personajes de la película en traje y en forma de cómic».
En agosto de 2011, Marvel anunció una serie de cortometrajes directamente para video llamados Marvel One-Shots. El nombre fue derivado de la designación usada por Marvel Comics para sus cómics one-shot. Winderbaum dijo que los cortometrajes eran que «es una forma divertida de experimentar con personajes e ideas nuevos, pero más importante es una manera de expandir el universo cinematográfico de Marvel. Cada corto fue diseñado para ser una historia autónoma que proporcionó más trasfondo para personajes o eventos introducidos en las películas.
En marzo de 2015, El vicepresidente de desarrollo y producción de animación, Cort Lane, dijo que había proyectos animados relacionados al MCU «en proceso». Ese mismo julio, Marvel Studios se asoció con Google para producir el programa falso de noticias WHIH Newsfront with Christine Everhart, una serie de videos de YouTube situados dentro del universo sirviendo como el centro de una campaña de marketing viral para promocionar las películas y el universo. El 13 de diciembre de 2016, una serie web de seis partes, Marvel's Agents of S.H.I.E.L.D.: Slingshot se estrenó en ABC.com. Se centra en Elena «Yo-Yo» Rodríguez en una misión secreta, poco antes del inicio de la cuarta temporada de Agents of S.H.I.E.L.D., con Natalia Cordova-Buckley repitiendo su papel de la serie. En septiembre de 2019, Sony creó una versión real del sitio web ficticio The Daily Bugle como parte de una campaña de marketing viral para promover el estreno de Spider-Man: Lejos de casa (2019). Inspirado en sitios web de "promoción de conspiraciones" del mundo real como el de Alex Jones, el sitio web presenta J. K. Simmons retomando su papel como J. Jonah Jameson en un video donde habla en contra de Spider-Man antes de pedirles a los espectadores que le den "me gusta" y se suscriban. En diciembre de 2020, Marvel Studios anunció Yo soy Groot, una serie de cortos animados fotorrealistas protagonizados por Baby Groot para Disney+.

### Prácticas de negocios

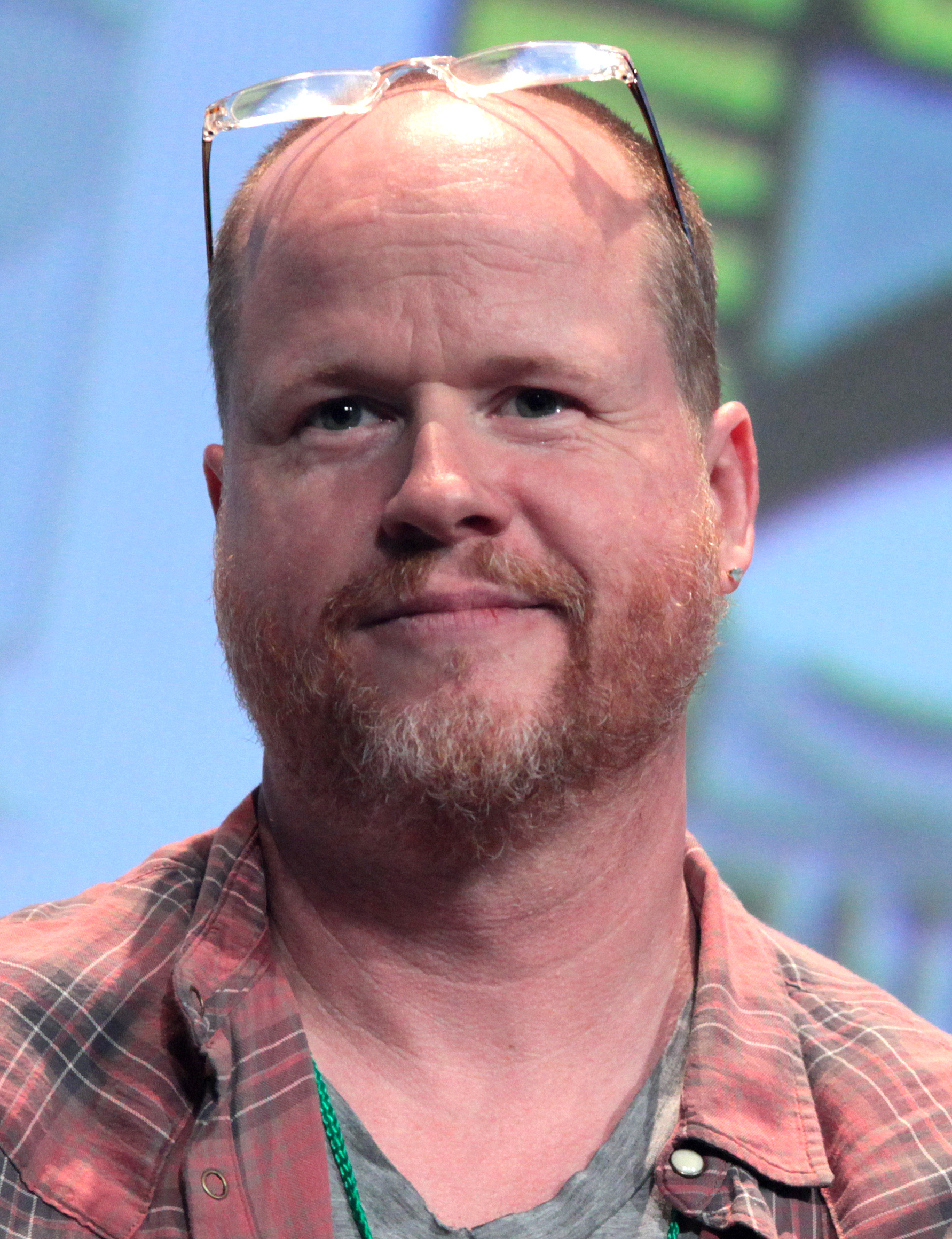
Joss Whedon fue un gran contribuyente a la Fase Dos del MCU: ofreció una visión creativa de todas las películas; estrenó la primera serie de televisión del MCU, Agents of S.H.I.E.L.D.; y escribió y dirigió la película cruzada, Avengers: Age of Ultron.

En noviembre de 2016, Feige explicó que el estudio solía montar un «catálogo» de influencias de los cómics y arte del departamento de desarrollo visual de Marvel, para crear una plantilla visual para un proyecto. Estos se reúnen en retiros de la empresa, que el estudio realiza aproximadamente cada 18 meses para planificar proyectos futuros y desarrollar las fases del MCU. Sin embargo, estos catálogos no siempre se muestran a los directores, y Marvel a veces prefiere dejar que el director ofrezca sus propias ideas primero. Al elegir un director para un proyecto, Marvel Studios busca cineastas para contratar y que sean capaces de guiar una película. Algunas de sus elecciones de directores se han considerado "fuera del campo izquierdo basándose en el trabajo anterior de esos directores". Sobre esto, Feige comentó que "no es necesario haber dirigido una película gigante con efectos visuales para hacer una película gigante con efectos visuales para nosotros. Sólo tienes que haber hecho algo singularmente asombroso."
El estudio se asegura de que los directores estén abiertos a la idea del universo compartido y estén dispuestos a incluir material conectivo, como Kenneth Branagh y Joe Johnston que necesitaban incluir escenas que establecieran The Avengers (2012) en sus respectivas películas de la Fase Uno, Thor y Capitán América: El primer vengador (ambas de 2011). Marvel Studios suele tener una gran idea que les gustaría explorar o desarrollar en un proyecto, como Hydra infiltrándose en S.H.I.E.L.D. en Captain America: The Winter Soldier (2014), pero dejan que los cineastas interpreten y "mejoren un poco" para entender ese punto. Después estas ideas se han desarrollado, el equipo creativo luego comienza a explorar ideas que suceden en otros proyectos futuros para ver cómo hacer conexiones más grandes con el universo.
En agosto de 2012, Marvel firmó con el director de The Avengers y Avengers: Age of Ultron (2015), Joss Whedon, con un contrato exclusivo hasta junio de 2015 para cine y televisión. Con el acuerdo, Whedon contribuyó creativamente a todas las películas de la Fase Dos y también desarrolló la primera serie de televisión ambientada en el MCU. En abril de 2017, el escritor y director de Guardianes de la Galaxia (2014) y Guardianes de la Galaxia Vol. 2 (2017), James Gunn reveló que trabajaría con Marvel para ayudar a planificar historias futuras para los personajes de Guardianes de la Galaxia y el "Universo Cósmico de Marvel" más amplio, aunque Gunn se convirtió en codirector de DC Studios en noviembre de 2022 y firmó un contrato de cuatro años para trabajar exclusivamente en proyectos basados en DC Comics. Para la Fase Tres, hubo una gran colaboración entre los realizadores de las películas de personajes individuales y los realizadores de las películas cruzadas Avengers: Infinity War y Avengers: Endgame, que fueron dirigidas por los hermanos Russo y escritas por Christopher Markus y Stephen McFeely. Esto fue para asegurar que su narración estuviera alineada con la culminación de La Saga Infinity.
Marvel Studios comenzó a contratar a sus actores para múltiples películas, incluida al firmar al actor Samuel L. Jackson para un contrato sin precedentes de nueve películas en ese momento. Feige dijo que el estudio hizo que todos los actores firmaran contratos para múltiples películas, siendo la norma tres o más y los contratos de nueve o doce películas son más raros. Los contratos de los actores también incluyen cláusulas que permiten a Marvel utilizar hasta tres minutos de la actuación de un actor de una película en otra, lo que Marvel describe como "material puente". Al comienzo de la Fase Cuatro, Marvel Studios ya no contrataba actores para una gran cantidad de proyectos, y la duración de los contratos variaba según cada actor y proyecto. Feige dijo que el estudio estaba buscando actores que estuvieran emocionados de unirse a la franquicia y aparecer en múltiples proyectos sin estar atrapados en obligaciones contractuales. También señaló que estaban comenzando a incluir atracciones de parques temáticos en los contratos de los actores. Para diciembre de 2020, debido al impacto COVID- 19 tenían en los cines y los estudios cinematográficos se alejaban de los estrenos teatrales, Marvel Studios comenzó a explorar contratos actualizados para que actores, escritores, directores y productores recibieran una compensación ajustada en caso de que una película tuviera que debutar en Disney+ en lugar de en los cines. TheWrap informó que se creía que los nuevos contratos sólo se aplicarían a películas a punto de entrar en producción, y no estaba claro si se haría algún ajuste a los contratos de películas ya terminadas pero aún no estrenadas.
Para Marvel Televisión, Loeb dijo que él y sus ejecutivos estuvieron involucrados en todos los aspectos de la producción: "ya sea en la sala de escritores, editando, en el set, casting, cada paso de la producción pasa por el equipo de Marvel para contar la mejor historia posible". Dijo que el estudio podía trabajar en tantas series en diferentes canales y plataformas porque todo lo que necesitaban era una persona trabajando en cada serie para ayudar a "guiar el proceso". Actores que aparecen en series de Marvel Television, como Charlie Cox (Matt Murdock / Daredevil en Daredevil) y Adrianne Palicki (Bobbi Morse / Mockingbird en Agents of S.H.I.E.L.D.) estaban obligados por contrato a aparecer en una película de Marvel si se les solicitaba. Al desarrollar la miniserie crossover, The Defenders, el creador Marco Ramírez consultó con los creadores de todas las series individuales de Marvel Netflix, haciendo que leyeran cada guion de The Defenders y proveyeran una visión del mundo individual del personaje. En diciembre de 2021, Feige confirmó que Cox volvería a interpretar el papel de Daredevil en las producciones del MCU de Marvel Studios, con Cox retomando el papel por primera vez en la película, Spider-Man: No Way Home (2021). Además, Vincent D'Onofrio repitió por primera vez su papel como Wilson Fisk / Kingpin de Daredevil en la serie de Disney+, Hawkeye (2021).

## Películas
Marvel Studios estrena sus películas en grupos llamados "Fases".

### La Saga del Infinito
Las primeras tres fases se conocen colectivamente como «La saga Infinity», (en inglés: «The Infinity Saga»).

### La Saga del Multiverso
Las películas desde la Fase Cuatro hasta la Fase Seis se conocen colectivamente como «The Multiverse Saga», en Hispanoamérica como: La Saga Multiverso, y en España: Saga del Multiverso. La Fase Cuatro incluye también varias series y dos especiales en Disney+.

## Cortometrajes

### Marvel One-Shots
Marvel One-Shots es una serie de cortometrajes directos a video que se incluyen como características especiales en los lanzamientos de distribución digital y Blu-ray de las películas del MCU. Las películas incluyeron The Consultant (2011), A Funny Thing Happened on the Way to Thor's Hammer (2011), Item 47 (2012), Agent Carter (2013), y All Hail the King (2014).
Después de que los One-Shots estuvieran disponibles en Disney+ en enero de 2022, Marvel clasificó los cortos de falso documental del Team Thor como One-Shots. Team Thor es una serie de cortometrajes de falso documental directos a video que se lanzaron entre 2016 y 2018, que consisten en Team Thor, Team Thor: Part 2 y Team Darryl, todos escritos y dirigidos por Taika Waititi.
| Título                                             | Estreno (en Estados Unidos)                                         | Director         | Guionista                    | Productor   | Película que acompaña               |
| -------------------------------------------------- | ------------------------------------------------------------------- | ---------------- | ---------------------------- | ----------- | ----------------------------------- |
| The Consultant                                     | 13 de septiembre de 2011                                            | Leythum          | Eric Pearson                 | Kevin Feige | Thor                                |
| A Funny Thing Happened on the Way to Thor's Hammer | 25 de octubre de 2011                                               | Leythum          | Eric Pearson                 | Kevin Feige | Capitán América: el primer vengador |
| Item 47                                            | 25 de septiembre de 2012                                            | Louis D'Esposito | Eric Pearson                 | Kevin Feige | The Avengers                        |
| Agent Carter                                       | 3 de septiembre de 2013 (digital) 24 de septiembre de 2013 (físico) | Louis D'Esposito | Eric Pearson                 | Kevin Feige | Iron Man 3                          |
| All Hail the King                                  | 4 de febrero de 2014 (digital) 25 de febrero de 2014 (físico)       | Drew Pearce      | Drew Pearce                  | Kevin Feige | Thor: The Dark World                |
| Team Thor                                          | 23 de julio de 2016                                                 | Taika Waititi    | Taika Waititi                | Kevin Feige | Capitán América: Civil War          |
| Team Thor: Part 2                                  | 14 de enero de 2017                                                 | Taika Waititi    | Taika Waititi                | Kevin Feige | Doctor Strange                      |
| Team Darryl                                        | 20 de febrero de 2018                                               | Taika Waititi    | Taika Waititi                | Kevin Feige | Thor: Ragnarok                      |
| Peter's To-Do List                                 | 17 de septiembre de 2019                                            | Jon Watts        | Chris McKenna y Erik Sommers | Kevin Feige | Spider-Man: Lejos de casa           |

### Yo soy Groot
Yo soy Groot es una serie de cortometrajes animados fotorrealistas para Disney+ protagonizada por Baby Groot que vive aventuras con personajes nuevos e inusuales. Vin Diesel vuelve a interpretar su papel y los cinco cortos se estrenaron el 10 de agosto de 2022. El 6 de septiembre de 2023, se estrenó una segunda temporada, que también cuenta con cinco cortos.
| Serie        | Estreno (en Estados Unidos) | Temporada | Capítulos | Directora      | Guionista      | Productor   |
| ------------ | --------------------------- | --------- | --------- | -------------- | -------------- | ----------- |
| Yo Soy Groot | 10 de agosto de 2022        | 1         | 5         | Kirsten Lepore | Kirsten Lepore | Kevin Feige |
| Yo Soy Groot | 6 de septiembre de 2023     | 2         | 5         | Kirsten Lepore | Kirsten Lepore | Kevin Feige |

## Otros medios

### Series digitales
| Serie                                      | Temporada | Temporada | Episodios | Estreno (en Estados Unidos) | Estreno (en Estados Unidos) | Estado    |
| Serie                                      | Temporada | Temporada | Episodios | Primer                      | Último                      | Estado    |
| ------------------------------------------ | --------- | --------- | --------- | --------------------------- | --------------------------- | --------- |
| WHIH Newsfront                             |           | 1         | 5         | 2 de julio de 2015          | 16 de julio de 2015         | Estrenada |
| WHIH Newsfront                             |           | 2         | 5         | 22 de abril de 2016         | 3 de mayo de 2016           | Estrenada |
| Marvel's Agents of S.H.I.E.L.D.: Slingshot |           | 1         | 6         | 13 de diciembre de 2016     | 13 de diciembre de 2016     | Estrenada |

WHIH Newsfront (2015–16) es un programa de actualidad en el universo que sirve como una campaña de marketing viral para algunas de las películas del MCU, creada en asociación con Google para YouTube. La campaña es una extensión de la red de noticias ficticia WHIH World News, que se ve informando sobre eventos importantes en muchas películas y series de televisión del MCU.
Agents of S.H.I.E.L.D.: Slingshot (2016) es una serie digital creada para ABC.com y producida por Marvel Television que es un suplemento de Agents of S.H.I.E.L.D.
Las dos primeras temporadas de TheDailyBugle.net (2019–presente) son un programa de actualidad dentro del universo que sirve como campaña de marketing viral para las películas Spider-Man: Far From Home y Spider-Man: No Way Home, con videos publicados en YouTube y TikTok. Se basa en el medio ficticio de noticias sensacionalistas del mismo nombre que aparece en el MCU, basado en la agencia de periódicos ficticia que aparece en varias publicaciones de Marvel Comics. J.K. Simmons y Angourie Rice repiten sus papeles como J. Jonah Jameson y Betty Brant de las películas Spider-Man.

### Cómics
Marvel Comics ha publicado múltiples series limitadas o cómics únicos que se vinculan con las películas y series de televisión del MCU. Su objetivo es contar historias adicionales sobre personajes existentes o hacer conexiones entre proyectos del MCU, sin necesariamente expandir el universo o introducir nuevos conceptos o personajes.

### Libros
The Wakanda Files: A Technological Exploration of the Avengers and Beyond es "una colección de documentos, artículos, planos y notas recopilados a lo largo de la historia por los War Dogs de Wakanda" a pedido de Shuri. Está organizado por áreas de estudio y cubre los avances tecnológicos en todo el Universo cinematográfico de Marvel. El libro, que existe en el universo, fue escrito por Troy Benjamin y publicado por Epic Ink y Quarto Publishing Group. The Wakanda Files tiene contenido impreso con tinta UV que se puede ver con las luces UV en forma de cuentas de Kimoyo incluidas con el libro. Fue publicado el 20 de octubre de 2020.
Look Out for the Little Guy, la biografía ficticia escrita por Scott Lang como se ve en Ant-Man and the Wasp: Quantumania, fue publicada por Hyperion Avenue, el 5 de septiembre de 2023. Fue creado junto con Marvel Studios y los cineastas de Quantumania, y fue escrito por Rob Kutner, con "más de 20 piezas cortas que exploran diferentes aspectos de las experiencias de Scott" como padre y Vengador. El escritor de Quantumania, Loveness escribió el material de la biografía que apareció en la película.

### Música
Varios compositores han creado la bandas sonoras de películas y televisión de las películas, series de televisión, One-Shots y otros proyectos relacionados al MCU. Las canciones originales también se han creado específicamente para su uso en la franquicia, mientras que Brian Tyler y Michael Giacchino han compuesto fanfarrias para el logotipo de Marvel Studios.

#### Bandas sonoras

##### Cine
| Título                                                                           | Lanzamiento en EE. UU.   | Duración | Compositor(es)                   | Sello                            |
| -------------------------------------------------------------------------------- | ------------------------ | -------- | -------------------------------- | -------------------------------- |
| Iron Man: Original Motion Picture Soundtrack                                     | 29 de abril de 2008      | 00:54:14 | Ramin Djawadi                    | Lionsgate                        |
| The Incredible Hulk: Original Motion Picture Score                               | 13 de junio de 2008      | 1:50:55  | Craig Armstrong                  | Marvel Music                     |
| Iron Man 2: Original Motion Picture Score                                        | 20 de julio de 2010      | 1:12:01  | John Debney                      | Columbia Records                 |
| Thor (Original Motion Picture Soundtrack)                                        | 3 de mayo de 2011        | 1:11:53  | Patrick Doyle                    | Buena Vista Records Marvel Music |
| Captain America: The First Avenger — Original Motion Picture Soundtrack          | 19 de julio de 2011      | 1:11:53  | Alan Silvestri                   | Buena Vista Records Marvel Music |
| The Avengers (Original Motion Picture Soundtrack)                                | 1 de mayo de 2012        | 1:04:25  | Alan Silvestri                   | Hollywood Records Marvel Music   |
| Iron Man 3 (Original Motion Picture Soundtrack)                                  | 30 de abril de 2013      | 1:15:53  | Brian Tyler                      | Hollywood Records Marvel Music   |
| Thor: The Dark World (Original Motion Picture Soundtrack)                        | 12 de noviembre de 2013  | 1:17:11  | Brian Tyler                      | Hollywood Records Marvel Music   |
| Captain America: The Winter Soldier (Original Motion Picture Soundtrack)         | 1 de abril de 2014       | 1:14:32  | Henry Jackman                    | Hollywood Records Marvel Music   |
| Guardians of the Galaxy (Original Score)                                         | 29 de julio de 2014      | 64:34    | Tyler Bates                      | Hollywood Records Marvel Music   |
| Marvel's Avengers: Age of Ultron (Original Motion Picture Soundtrack)            | 28 de abril de 2015      | 1:17:26  | Brian Tyler y Danny Elfman       | Hollywood Records Marvel Music   |
| Ant-Man (Original Motion Picture Soundtrack)                                     | 17 de julio de 2015      | 1:05:20  | Christophe Beck                  | Hollywood Records Marvel Music   |
| Captain America: Civil War (Original Motion Picture Soundtrack)                  | 6 de mayo de 2016        | 1:09:09  | Henry Jackman                    | Hollywood Records Marvel Music   |
| Doctor Strange (Original Motion Picture Soundtrack)                              | 21 de octubre de 2016    | 1:06:28  | Michael Giacchino                | Hollywood Records Marvel Music   |
| Guardians of the Galaxy Vol. 2 (Original Score)                                  | 21 de abril de 2017      | 43:34    | Tyler Bates                      | Hollywood Records Marvel Music   |
| Spider-Man: Homecoming (Original Motion Picture Soundtrack)                      | 7 de julio de 2017       | 1:06:40  | Michael Giacchino                | Sony Masterworks                 |
| Thor: Ragnarok (Original Motion Picture Soundtrack)                              | 20 de octubre de 2017    | 1:12:52  | Mark Mothersbaugh                | Hollywood Records Marvel Music   |
| Black Panther (Original Score)                                                   | 16 de febrero de 2018    | 1:35:07  | Ludwig Göransson                 | Hollywood Records Marvel Music   |
| Avengers: Infinity War (Original Motion Picture Soundtrack)                      | 27 de abril de 2018      | 1:11:36  | Alan Silvestri                   | Hollywood Records Marvel Music   |
| Ant-Man and the Wasp (Original Motion Picture Soundtrack)                        | 06 de julio de 2018      | 0:56:13  | Christophe Beck                  | Hollywood Records Marvel Music   |
| Captain Marvel (Original Motion Picture Soundtrack)                              | 08 de marzo de 2019      | 1:07:28  | Pinar Toprak                     | Hollywood Records Marvel Music   |
| Avengers: Endgame (Original Motion Picture Soundtrack)                           | 26 de abril de 2019      | 1:56:00  | Alan Silvestri                   | Hollywood Records Marvel Music   |
| Spider-Man: Far From Home (Original Motion Picture Soundtrack)                   | 02 de julio de 2019      | 1:19:43  | Michael Giacchino                | Sony Classical Records           |
| Black Widow (Original Motion Picture Soundtrack)                                 | 09 de julio de 2021      | 1:19:53  | Lorne Balfe                      | Hollywood Records Marvel Music   |
| Shang-Chi and the Legend of the Ten Rings (Original Score)                       | 01 de septiembre de 2021 | 1:08:19  | Joel P West                      | Hollywood Records Marvel Music   |
| Eternals (Original Motion Picture Soundtrack)                                    | 03 de noviembre de 2021  | 1:08:17  | Ramin Djawadi                    | Hollywood Records Marvel Music   |
| Spider-Man: No Way Home (Original Motion Picture Soundtrack)                     | 17 de diciembre de 2021  | 1:13:54  | Michael Giacchino                | Sony Classical Records           |
| Doctor Strange in the Multiverse of Madness (Original Motion Picture Soundtrack) | 04 de mayo de 2022       | 1:01:25  | Danny Elfman                     | Hollywood Records Marvel Music   |
| Thor: Love and Thunder (Original Motion Picture Soundtrack)                      | 06 de julio de 2022      | 0:59:03  | Michael Giacchino & Nami Melumad | Hollywood Records Marvel Music   |
| Black Panther: Wakanda Forever (Original Score)                                  | 11 de noviembre de 2022  | 1:23:00  | Ludwig Göransson                 | Hollywood Records Marvel Music   |
| Ant-Man and the Wasp: Quantumania (Original Motion Picture Soundtrack)           | 15 de febrero de 2023    | 1:14:00  | Christophe Beck                  | Hollywood Records Marvel Music   |
| Guardians of the Galaxy Vol. 3 (Original Motion Picture Soundtrack)              | 03 de mayo de 2023       | 1:03:02  | John Murphy                      | Hollywood Records Marvel Music   |
| The Marvels (Original Motion Picture Soundtrack)                                 | 08 de noviembre de 2023  | 1:15:00  | Laura Karpman                    | Hollywood Records Marvel Music   |
| Deadpool & Wolverine (Original Score)                                            | 24 de julio de 2024      | 1:01:51  | Rob Simonsen                     | Hollywood Records Marvel Music   |

##### Televisión

###### Series
| Título                                                                               | Lanzamiento en EE. UU.   | Duración | Compositor(es)                                            | Sello                          |
| ------------------------------------------------------------------------------------ | ------------------------ | -------- | --------------------------------------------------------- | ------------------------------ |
| Daredevil (Original Soundtrack Album)                                                | 27 de abril de 2015      | 41:45    | John Paesano                                              | Hollywood Records Marvel Music |
| Marvel's Agents of S.H.I.E.L.D. (Original Soundtrack Album)                          | 4 de septiembre de 2015  | 1:17:52  | Bear McCreary                                             | Hollywood Records Marvel Music |
| Marvel's Agent Carter: Season 1 (Original Television Soundtrack)                     | 11 de diciembre de 2015  | 1:05:31  | Christopher Lennertz                                      | Hollywood Records Marvel Music |
| Jessica Jones (Original Soundtrack)                                                  | 3 de junio de 2016       | 59:53    | Sean Callery                                              | Hollywood Records Marvel Music |
| Daredevil: Season 2 (Original Soundtrack Album)                                      | 15 de julio de 2016      | 50:49    | John Paesano                                              | Hollywood Records Marvel Music |
| Luke Cage (Original Soundtrack Album)                                                | 7 de octubre de 2016     | 1:35:09  | Adrian Younge y Ali Shaheed Muhammad                      | Hollywood Records Marvel Music |
| Iron Fist (Original Soundtrack)                                                      | 17 de marzo de 2017      | 1:02:00  | Trevor Morris                                             | Hollywood Records Marvel Music |
| The Defenders (Original Soundtrack Album)                                            | 17 de agosto de 2017     | 49:15    | John Paesano                                              | Hollywood Records Marvel Music |
| The Punisher (Original Soundtrack)                                                   | 17 de noviembre de 2017  | 42:52    | Tyler Bates                                               | Hollywood Records Marvel Music |
| Runaways (Original Score)                                                            | 26 de enero de 2018      | 44:57    | Siddhartha Khosla                                         | Hollywood Records Marvel Music |
| Jessica Jones: Season 2 (Original Soundtrack)                                        | 16 de marzo de 2018      | 51:75    | Sean Callery                                              | Hollywood Records Marvel Music |
| Cloak & Dagger (Original Score)                                                      | 8 de junio de 2018       | 41:25    | Mark Isham                                                | Hollywood Records Marvel Music |
| Luke Cage: Season 2 (Original Soundtrack Album)                                      | 22 de junio de 2018      | 1:30:21  | Adrian Younge y Ali Shaheed Muhammad                      | Hollywood Records Marvel Music |
| Iron Fist: Season 2 (Original Soundtrack)                                            | 7 de septiembre de 2018  | 39:12    | Robert Lydecker                                           | Hollywood Records Marvel Music |
| Daredevil: Season 3 (Original Soundtrack Album)                                      | 19 de octubre de 2018    | 1:15:03  | John Paesano                                              | Hollywood Records Marvel Music |
| The Punisher: Season 2 (Original Soundtrack)                                         | 18 de enero de 2019      | 51:52    | Tyler Bates                                               | Hollywood Records Marvel Music |
| Cloak & Dagger: Season 2 (Original Score)                                            | 24 de mayo de 2019       | 49:04    | Mark Isham                                                | Hollywood Records Marvel Music |
| Jessica Jones: Season 3 (Original Soundtrack)                                        | 19 de julio de 2019      | 57:51    | Sean Callery                                              | Hollywood Records Marvel Music |
| WandaVision: Episode 1 (Original Soundtrack)                                         | 22 de enero de 2021      | 9:14     | Christophe Beck, Kristen Anderson-Lopez, y Robert Lopez   | Hollywood Records Marvel Music |
| WandaVision: Episode 2 (Original Soundtrack)                                         | 22 de enero de 2021      | 7:37     | Christophe Beck, Kristen Anderson-Lopez, y Robert Lopez   | Hollywood Records Marvel Music |
| WandaVision: Episode 3 (Original Soundtrack)                                         | 29 de enero de 2021      | 12:31    | Christophe Beck, Kristen Anderson-Lopez, y Robert Lopez   | Hollywood Records Marvel Music |
| WandaVision: Episode 4 (Original Soundtrack)                                         | 2 de mayo de 2021        | 18:13    | Christophe Beck                                           | Hollywood Records Marvel Music |
| WandaVision: Episode 5 (Original Soundtrack)                                         | 12 de febrero de 2021    | 16:19    | Christophe Beck, Kristen Anderson-Lopez, and Robert Lopez | Hollywood Records Marvel Music |
| WandaVision: Episode 6 (Original Soundtrack)                                         | 19 de febrero de 2021    | 19:28    | Christophe Beck, Kristen Anderson-Lopez, and Robert Lopez | Hollywood Records Marvel Music |
| WandaVision: Episode 7 (Original Soundtrack)                                         | 23 de febrero de 2021    | 18:43    | Christophe Beck, Kristen Anderson-Lopez, and Robert Lopez | Hollywood Records Marvel Music |
| WandaVision: Episode 8 (Original Soundtrack)                                         | 5 de marzo de 2021       | 32:15    | Christophe Beck                                           | Hollywood Records Marvel Music |
| WandaVision: Episode 9 (Original Soundtrack)                                         | 12 de marzo de 2021      | 36:06    | Christophe Beck                                           | Hollywood Records Marvel Music |
| The Falcon and the Winter Soldier: Vol. 1 (Episodes 1-3) (Original Soundtrack)       | 9 de abril de 2021       | 58:54    | Henry Jackman                                             | Hollywood Records Marvel Music |
| The Falcon and the Winter Soldier: Vol. 2 (Episodes 4-6) (Original Soundtrack)       | 30 de abril de 42021     | 1:00:33  | Henry Jackman                                             | Hollywood Records Marvel Music |
| Loki: Vol. 1 (Episodes 1-3) (Original Soundtrack)                                    | 2 de julio de 2021       | 49:41    | Natalie Holt                                              | Hollywood Records Marvel Music |
| Loki: Vol. 1 (Episodes 1-3) (Original Soundtrack)                                    | 23 de julio de 2021      | 1:06:17  | Natalie Holt                                              | Hollywood Records Marvel Music |
| What If... Captain Carter Were the First Avenger? (Original Soundtrack)              | 13 de agosto de 2021     | 23:48    | Laura Karpman                                             | Hollywood Records Marvel Music |
| What If... T'Challa Became a Star-Lord? (Original Soundtrack)                        | 23 de agosto de 2021     | 22:35    | Laura Karpman                                             | Hollywood Records Marvel Music |
| What If... the World Lost Its Mightiest Heroes? (Original Soundtrack)                | 27 de agosto de 2021     | 25:02    | Laura Karpman                                             | Hollywood Records Marvel Music |
| What If... Doctor Strange Lost His Heart Instead of His Hands? (Original Soundtrack) | 03 de septiembre de 2021 | 30:09    | Laura Karpman                                             | Hollywood Records Marvel Music |
| What If... Zombies!? (Original Soundtrack)                                           | 10 de septiembre de 2021 | 24:47    | Laura Karpman                                             | Hollywood Records Marvel Music |
| What If... Killmonger Rescued Tony Stark? (Original Soundtrack)                      | 17 de septiembre de 2021 | 20:49    | Laura Karpman                                             | Hollywood Records Marvel Music |
| What If... Thor Were an Only Child? (Original Soundtrack)                            | 24 de septiembre de 2021 | 21:40    | Laura Karpman                                             | Hollywood Records Marvel Music |
| What If... Ultron Won? (Original Soundtrack)                                         | 01 de octubre de 2021    | 21:14    | Laura Karpman                                             | Hollywood Records Marvel Music |
| What If... the Watcher Broke His Oath? (Original Soundtrack)                         | 08 de octubre de 2021    | 30:09    | Laura Karpman                                             | Hollywood Records Marvel Music |
| Hawkeye: Vol. 1 (Episodes 1-3) (Original Soundtrack)                                 | 10 de diciembre de 2021  | 47:23    | Christophe Beck y Michael Paraskevas                      | Hollywood Records Marvel Music |
| Hawkeye: Vol. 2 (Episodes 4-6) (Original Soundtrack)                                 | 22 de diciembre de 2021  | 53:37    | Christophe Beck y Michael Paraskevas                      | Hollywood Records Marvel Music |
| Moon Knight (Original Soundtrack)                                                    | 27 de abril de 2022      | 1:25:22  | Hesham Nazih                                              | Hollywood Records Marvel Music |
| Ms. Marvel: Vol. 1 (Episodes 1–3) (Original Soundtrack)                              | 22 de junio de 2022      | 49:29    | Laura Karpman                                             | Hollywood Records Marvel Music |
| Ms. Marvel: Vol. 2 (Episodes 4–6) (Original Soundtrack)                              | 13 de julio de 2022      | 1:28:29  | Laura Karpman                                             | Hollywood Records Marvel Music |
| She-Hulk: Attorney at Law – Vol. 1 (Episodes 1–4) (Original Soundtrack)              | 16 de septiembre de 2022 | 52:17    | Amie Doherty                                              | Hollywood Records Marvel Music |
| She-Hulk: Attorney at Law – Vol. 2 (Episodes 5–9) (Original Soundtrack)              | 14 de octubre de 2022    | 1:02:35  | Amie Doherty                                              | Hollywood Records Marvel Music |
| Secret Invasion – Vol. 1 (Episodes 1–3) (Original Soundtrack)                        | 12 de julio de 2023      | 46:59    | Kris Bowers                                               | Hollywood Records Marvel Music |
| Secret Invasion – Vol. 2 (Episodes 4–6) (Original Soundtrack)                        | 04 de agosto de 2023     | 54:11    | Kris Bowers                                               | Hollywood Records Marvel Music |
| Loki: Season 2 – Vol. 1 (Episodes 1–3) (Original Soundtrack)                         | 27 de octubre de 2023    | 52:07    | Natalie Holt                                              | Hollywood Records Marvel Music |
| Loki: Season 2 – Vol. 2 (Episodes 4–6) (Original Soundtrack)                         | 17 de noviembre de 2023  | 69:34    | Natalie Holt                                              | Hollywood Records Marvel Music |
| What If... Happy Hogan Saved Christmas? (Season 2/Episode 3) (Original Soundtrack)   | 15 de diciembre de 2023  | 4:51     | Laura Karpman                                             | Hollywood Records Marvel Music |
| What If...?: Season 2 (Original Soundtrack)                                          | 5 de enero de 2024       | 32:00    | Laura Karpman                                             | Hollywood Records Marvel Music |
| Echo (Original Soundtrack)                                                           | 12 de enero de 2024      | 1:17:00  | Dave Porter                                               | Hollywood Records Marvel Music |
| Songs from Marvel Television's Agatha All Along (Episodes 1 & 2)                     | 19 de septiembre de 2024 | 5:01     | Christophe Beck, Kristen Anderson-Lopez, y Robert Lopez   |                                |

###### Especiales
| Título                                                            | Lanzamiento en EE. UU.  | Duración | Compositor(es)    | Sello                          |
| ----------------------------------------------------------------- | ----------------------- | -------- | ----------------- | ------------------------------ |
| Marvel Studios' Werewolf by Night (Original Soundtrack)           | 07 de octubre de 2022   | 41:25    | Michael Giacchino | Hollywood Records Marvel Music |
| The Guardians of the Galaxy Holiday Special (Original Soundtrack) | 23 de noviembre de 2022 | 22:44    | John Murphy       | Hollywood Records Marvel Music |

#### Sencillos
| Título                             | Lanzamiento en EE. UU.   | Duración | Artista(s)                                       | Sello                                                             |
| ---------------------------------- | ------------------------ | -------- | ------------------------------------------------ | ----------------------------------------------------------------- |
| «Live to Rise»                     | 17 de abril de 2012      | 4:40     | Soundgarden                                      | Hollywood Records Marvel Music                                    |
| «Watcha Gonna Do (It's Up to You)» | 18 de marzo de 2016      | 3:51     | Enver Gjokaj y Hayley Atwell                     | Hollywood Records Marvel Music                                    |
| «Bulletproof Love»                 | 30 de septiembre de 2016 | 2:12     | Adrian Younge, Ali Shaheed Muhammad y Method Man | Hollywood Records Marvel Music                                    |
| «Guardians Infernoe»               | 21 de abril de 2017      | 3:19     | The Sneepers y David Hasselhoff                  | Hollywood Records Marvel Music                                    |
| «All the Stars»                    | 2 de enero de 2018       | 3:56     | Kendrick Lamar y SZA                             | Interscope Records Top Dawg Entertainment Aftermath Entertainment |
| «King's Dead»                      | 11 de enero de 2018      | 3:50     | Jay Rock, Kendrick Lamar, Future, y James Blake  | Interscope Records Top Dawg Entertainment Aftermath Entertainment |
| «Pray for Me»                      | 2 de febrero de 2018     | 3:31     | Kendrick Lamar y The Weeknd                      | Interscope Records Top Dawg Entertainment Aftermath Entertainment |
| «Family TV Night»                  | 9 de abril de 2021       | 0:43     | Christophe Beck                                  | Hollywood Records Marvel Music                                    |
| «Agatha All Along»                 | 23 de febrero de 2021    | 1:02     | Kristen Anderson-Lopez y Robert Lopez            | Hollywood Records Marvel Music                                    |
| «Louisiana Hero»                   | 26 de marzo de 2021      | 2:14     | Henry Jackman                                    | Hollywood Records Marvel Music                                    |
| «TVA»                              | 10 de junio de 2021      | 2:28     | Natalie Holt                                     | Hollywood Records Marvel Music                                    |
| «Lazy Susan»                       | 10 de agosto de 2021     | 4:39     | 21 Savage y Rich Brian                           | Hollywood Records Marvel Music Interscope Records                 |
| «Every Summertime»                 | 10 de agosto de 2021     | 3:36     | Niki                                             | Hollywood Records Marvel Music Interscope Records                 |
| «Run It»                           | 13 de agosto de 2021     | 2:43     | DJ Snake, Rick Ross, y Rich Brian                | Hollywood Records Marvel Music Interscope Records                 |
| «In the Dark»                      | 20 de agosto de 2021     | 2:41     | Swae Lee y Jhené Aiko                            | Hollywood Records Marvel Music Interscope Records                 |
| «Across the Oceans of Time»        | 22 de octubre de 2021    | 3:50     | Ramin Djawadi                                    | Hollywood Records Marvel Music                                    |
| «Eternals Theme»                   | 22 de octubre de 2021    | 3:47     | Ramin Djawadi                                    | Hollywood Records Marvel Music                                    |
| «Save the City»                    | 24 de noviembre de 2021  | 4:26     | Marc Shaiman y Scott Wittman                     | Hollywood Records Marvel Music                                    |
| «Arachnoverture»                   | 09 de diciembre de 2021  | 10:06    | Michael Giacchino                                | Sony Classical                                                    |
| «Exit Through the Lobby»           | 10 de diciembre de 2021  | 4:15     | Michael Giacchino                                | Sony Classical                                                    |
| «Moon Knight»                      | 30 de marzo de 2022      | 2:08     | Hesham Nazih                                     | Hollywood Records Marvel Music                                    |
| «Ms. Marvel Suite»                 | 07 de junio de 2022      | 4:29     | Laura Karpman                                    | Hollywood Records Marvel Music                                    |
| «Mama's Got a Brand New Hammer»    | 30 de junio de 2022      | 6:10     | Michael Giacchino                                | Hollywood Records Marvel Music                                    |
| «I Am Groot»                       | 04 de agosto de 2022     | 3:23     | Daniele Luppi                                    | Hollywood Records Marvel Music                                    |
| «She-Hulk: Attorney at Law»        | 18 de agosto de 2022     | 2:25     | Amie Doherty                                     | Hollywood Records Marvel Music                                    |
| «Lift Me Up»                       | 28 de octubre de 2022    | 3:16     | Rihanna                                          | Westbury Road Roc Nation Def Jam Recordings Hollywood Records     |
| «Theme from Quantumania»           | 12 de febrero de 2023    | 2:32     | Christophe Beck                                  | Hollywood Records Marvel Music                                    |
| «Nick Fury (Main Title Theme)»     | 20 de junio de 2023      | 2:03     | Kris Bowers                                      | Hollywood Records Marvel Music                                    |

#### Álbumes recopilatorios
| Título                                                                                  | Lanzamiento en EE. UU.  | Duración | Sello                                                             |
| --------------------------------------------------------------------------------------- | ----------------------- | -------- | ----------------------------------------------------------------- |
| AC/DC: Iron Man 2                                                                       | 19 de abril de 2010     | 1:00:15  | Columbia Records                                                  |
| Avengers Assemble (Music from and Inspired by the Motion Picture)                       | 1 de mayo de 2012       | 48:20    | Hollywood Records Marvel Music                                    |
| Iron Man 3: Heroes Fall (Music Inspired by the Motion Picture)                          | 30 de abril de 2013     | 44:36    | Hollywood Records Marvel Music                                    |
| Guardians of the Galaxy: Awesome Mix Vol. 1 (Original Motion Picture Soundtrack)        | 29 de julio de 2014     | 44:34    | Hollywood Records Marvel Music                                    |
| Guardians of the Galaxy Vol. 2: Awesome Mix Vol. 2 (Original Motion Picture Soundtrack) | 21 de abril de 2017     | 51:59    | Hollywood Records Marvel Music                                    |
| Runaways (Original Soundtrack)                                                          | 12 de enero de 2018     | 50:08    | Hollywood Records Marvel Music                                    |
| Black Panther: The Album                                                                | 09 de febrero de 2018   | 49:19    | Interscope Records Top Dawg Entertainment Aftermath Entertainment |
| Cloak & Dagger (Original Television Series Soundtrack)                                  | 8 de junio de 2018      | 41:31    | Hollywood Records Marvel Music                                    |
| Shang-Chi and the Legend of the Ten Rings: The Album                                    | 3 de septiembre de 2021 | 1:01:37  | Hollywood Records Marvel Music Interscope Records                 |
| Wakanda Forever Prologue                                                                | 25 de julio de 2022     | 9:33     | Hollywood Records Marvel Music                                    |
| Black Panther: Wakanda Forever – Music from and Inspired By                             | 04 de noviembre de 2022 | 1:06:18  | Hollywood Records Roc Nation Def Jam Recordings                   |
| Guardians of the Galaxy Vol. 3: Awesome Mix Vol. 3 (Original Motion Picture Soundtrack) | 03 de mayo de 2022      | 1:05:13  | Hollywood Records Marvel Music                                    |
| Deadpool & Wolverine (Original Motion Picture Soundtrack)                               | 24 de julio de 2024     | 1:01:52  | Hollywood Records Marvel Music                                    |
| Deadpool & Wolverine: Madonna's "Like a Prayer" EP                                      | 09 de agosto de 2024    | 11:00    | Warner Records                                                    |

## Universo ficticio

### Línea temporal
La línea temporal ficticia del MCU incluye largometrajes, series de televisión, especiales de televisión, cortometrajes y los cortos I Am Groot de Marvel Studios y las series Netflix de Marvel Television. Si bien las primeras películas de la Fase Uno y la Fase Dos de la franquicia se sucedieron en una línea de tiempo similar a su orden de estreno, en la Fase Tres muchas de las películas se superpusieron entre sí en la línea de tiempo, al tiempo que introdujeron la primera propiedad de precuela, Capitana Marvel. La película de la Fase Tres, Avengers: Endgame presentó personajes que viajaban al pasado e introdujo un salto en el tiempo de cinco años, con muchos estreno posteriores en la Fase Cuatro y la Fase Cinco ambientados después de los eventos de Endgame en la línea de tiempo. Las series de televisión Loki y What If...? fueron las primeras propiedades que ocurrieron fuera de la línea de tiempo principal y exploraron líneas de tiempo y universos alternativos.
Ha habido numerosos intentos por parte de Marvel Studios y otros para codificar los eventos del MCU, que han estado sujetos a errores de continuidad percibidos, lo que resultó en que Marvel Studios lanzara un libro de línea de tiempo oficial en 2023 para sus primeras cuatro fases que fueron designadas como parte de su «Sagrada Línea del Tiempo». Este libro no incluía proyectos producidos por otras compañías, como las series de Marvel Television, todas las cuales habían estado vagamente conectadas con las películas, aunque se señaló que todos estos proyectos externos eran parte del canon más amplio de Marvel. A principios de 2024, Marvel Studios integró formalmente el grupo de series de Netflix de Marvel Television en su línea de tiempo en Disney+.
A partir de la serie de televisión de la Fase Cinco, Secret Invasion y la película The Marvels, el "presente" en el MCU es 2026. Lo siguiente cubre y analiza los medios de MCU los medios publicados por Marvel Studios, así como las series de Netflix de Marvel Television. Loki y What If...? están excluidos del diagrama porque ocurren fuera de la línea de tiempo principal. Werewolf by Night también está excluido dado que el especial no indica explícitamente dónde tiene lugar en el MCU. El orden cronológico de Disney+ sitúa las primeras temporadas de Loki y What If...? entre Avengers: Endgame y WandaVision, sus segundas temporadas después de The Marvels, y Werewolf by Night después de Thor: Love and Thunder; Werewolf by Night también se encuentra aquí en The Marvel Cinematic Universe: An Official Timeline.

### Multiverso
El Official Handbook of the Marvel Universe A to Z, vol. 5 (en español: Manual oficial del Universo Marvel de la A a la Z), publicado en 2008, designó al Universo cinematográfico de Marvel como Tierra-199999 dentro de la continuidad del multiverso cómic de Marvel, una colección de universos alternativos ficticios. Las series de televisión Loki y What If...? fueron las primeras en explorar el concepto multiverso dentro del MCU, así como la película Spider-Man: No Way Home, que conectó el UCM con otras franquicias cinematográficas de Spider-Man de con personajes de la trilogía Spider-Man de Sam Raimi, las películas de The Amazing Spider-Man de Marc Webb, y Sony's Spider-Man Universe (SSU). La película del SSU, Venom: Let There Be Carnage también presentó brevemente el universo principal del MCU. En Doctor Strange en el multiverso de la locura, el universo principal de los eventos del MCU fue designado como Tierra-616 (una designación mencionada por primera vez en Spider-Man: Far From Home), compartiendo el nombre del universo principal de Marvel Comics, mientras que otro universo fue designado como Tierra-838. La película animada de Sony, Spider-Man: Across the Spider-Verse hace referencia a los eventos de No Way Home, citando la realidad principal del MCU como Tierra-199999. La serie de películas X-Men de 20th Century Fox está designada como Tierra-10005 en Deadpool & Wolverine, con varios actores repitiendo sus papeles, mientras que también aparecen personajes de las películas de Fox, Daredevil y su spin-off. Elektra, Los 4 Fantásticos (2005) y su secuela, y la trilogía cinematográfica Blade de New Line Cinema también aparecen. Esa película presenta a varios actores que repiten sus papeles de la serie de películas X-Men junto con personajes de las películas de Fox, Daredevil y su spin-off, Elektra, Los Cuatro Fantásticos (2005) y su secuela, y la trilogía de películas Blade de New Line Cinema. Las Fases Cuatro, Cinco y Seis comprenderán «The Multiverse Saga».
Con la publicación de The Marvel Cinematic Universe: An Official Timeline en octubre de 2023, Feige escribió en su prólogo que Marvel Studios solo consideraba, en ese momento, los proyectos desarrollados por ellos en sus primeras cuatro fases como parte de su «Sagrada Línea del Tiempo», pero reconoció la historia de otras películas de Marvel y series de televisión que existirían en el multiverso más grande dado que eran "canónicos para Marvel". En enero de 2024, Winderbaum reconoció que Marvel Studios había sido anteriormente "un poco cauteloso" acerca de lo que era parte de su «Sagrada Línea del Tiempo», y señaló cómo había habido una división corporativa entre lo que creó Marvel Studios y lo que creó Marvel Television. Continuó diciendo que a medida que ha pasado el tiempo, Marvel Studios ha comenzado a ver "lo bien integradas que están las historias [de Marvel Television]" y personalmente se sintió "confiado" al decir que Daredevil era parte de la Sagrada Línea del Tiempo.

## Reparto y personajes recurrentes
Indicadores de la lista
Esta sección incluye personajes que aparecerán o han aparecido en al menos tres películas/series del MCU y recibieron un crédito principal en al menos dos franquicias.
- Una celda vacía, de color gris oscuro, indica que el personaje no aparece en la película, o que su presencia aún no ha sido confirmada.
- Una F indica una aparición en fotografías en pantalla.
- Una V indica un papel de voz únicamente.

| Personaje                                      | Películas                                   | Series de televisión y especiales | Cortometrajes    | Series digitales | Animación            |  |
| ---------------------------------------------- | ------------------------------------------- | --------------------------------- | ---------------- | ---------------- | -------------------- |  |
| Ayo                                            | Florence Kasumba                            | Florence Kasumba                  |                  |                  |                      |  |
| Bruce Banner Hulk                              | Edward Norton Lou Ferrigno VMark Ruffalo    | Mark Ruffalo                      | Mark Ruffalo     |                  | Mark Ruffalo         |  |
| Bucky Barnes Soldado del Invierno / White Wolf | Sebastian Stan                              | Sebastian Stan                    |                  |                  | Sebastian Stan       |  |
| Clint Barton Hawkeye / Ronin                   | Jeremy Renner                               | Jeremy Renner                     |                  |                  | Jeremy Renner        |  |
| Laura Barton                                   | Linda Cardellini                            | Linda Cardellini                  |                  |                  |                      |  |
| Yelena Belova                                  | Florence Pugh                               | Florence Pugh                     |                  |                  |                      |  |
| Emil Blonsky Abominación                       | Tim Roth                                    | Tim Roth                          |                  |                  |                      |  |
| Luke Cage                                      |                                             | Mike Colter                       |                  |                  |                      |  |
| Peggy Carter                                   | Hayley Atwell                               | Hayley Atwell                     | Hayley Atwell    |                  | Hayley Atwell        |  |
| Sharon Carter Agente 13 / Power Broker         | Emily VanCamp                               | Emily VanCamp                     |                  |                  | Emily VanCamp        |  |
| Frank Castle Punisher                          |                                             | Jon Bernthal                      |                  |                  |                      |  |
| Phil Coulson                                   | Clark Gregg                                 | Clark Gregg                       | Clark Gregg      | Clark Gregg      | Clark Gregg          |  |
| Carol Danvers Capitana Marvel                  | Brie Larson                                 | Brie Larson                       |                  |                  | Alexandra Daniels    |  |
| Drax el Destructor                             | Dave Bautista                               | Dave Bautista                     |                  |                  | Fred Tatasciore      |  |
| Hope van Dyne Wasp                             | Evangeline Lilly                            |                                   |                  |                  | Evangeline Lilly     |  |
| Wilson Fisk Kingpin                            |                                             | Vincent D'Onofrio                 |                  |                  |                      |  |
| Ultron                                         | James SpaderRoss Marquand V                 | James Spader                      |                  |                  | Ross Marquand        |  |
| Valentina Allegra de Fontaine                  | Julia Louis-Dreyfus                         | Julia Louis-Dreyfus               |                  |                  |                      |  |
| Nick Fury                                      | Samuel L. Jackson                           | Samuel L. Jackson                 |                  |                  | Samuel L. Jackson    |  |
| Gamora                                         | Zoe Saldaña                                 |                                   |                  |                  | Cynthia McWilliams   |  |
| Groot                                          | Vin Diesel V                                | Vin Diesel V                      | Vin Diesel V     |                  | Fred Tatasciore      |  |
| Justin Hammer                                  | Sam Rockwell                                |                                   | Sam Rockwell     |                  | Sam Rockwell         |  |
| Heimdall                                       | Idris Elba                                  |                                   |                  |                  | Idris Elba           |  |
| Maria Hill                                     | Cobie Smulders                              | Cobie Smulders                    |                  |                  | Cobie Smulders       |  |
| Happy Hogan                                    | Jon Favreau                                 |                                   |                  |                  | Jon Favreau          |  |
| Kamala Khan Ms. Marvel                         | Iman Vellani                                | Iman Vellani                      |                  |                  | Iman Vellani         |  |
| Misty Knight                                   |                                             | Simone Missick                    |                  |                  |                      |  |
| Korath                                         | Djimon Hounsou                              |                                   |                  |                  | Djimon Hounsou       |  |
| Scott Lang Ant-Man                             | Paul Rudd                                   |                                   |                  | Paul Rudd        | Paul Rudd            |  |
| Darcy Lewis                                    | Kat Dennings                                | Kat Dennings                      |                  |                  | Kat Dennings         |  |
| Loki                                           | Tom Hiddleston                              | Tom Hiddleston                    |                  |                  | Tom Hiddleston       |  |
| Mantis                                         | Pom Klementieff                             | Pom Klementieff                   |                  |                  |                      |  |
| Wanda Maximoff Bruja Escarlata                 | Elizabeth Olsen                             | Elizabeth Olsen                   |                  |                  | Elizabeth Olsen      |  |
| Matt Murdock Daredevil                         | Charlie Cox                                 | Charlie Cox                       |                  |                  | Charlie Cox          |  |
| Nébula                                         | Karen Gillan                                | Karen Gillan                      |                  |                  | Karen Gillan         |  |
| Foggy Nelson                                   |                                             | Elden Henson                      |                  |                  |                      |  |
| Okoye                                          | Danai Gurira                                | Danai Gurira                      |                  |                  | Danai Gurira         |  |
| Karen Page                                     |                                             | Deborah Ann Woll                  |                  |                  |                      |  |
| Peter Parker Spider-Man                        | Tom Holland                                 |                                   |                  | Tom Holland      | Hudson Thames        |  |
| Pepper Potts                                   | Gwyneth Paltrow                             |                                   |                  |                  | Beth Hoyt            |  |
| Hank Pym                                       | Michael Douglas                             |                                   |                  |                  | Michael Douglas      |  |
| Peter Quill Star-Lord                          | Chris Pratt                                 | Chris Pratt                       |                  |                  | Brian T. Delaney     |  |
| Monica Rambeau                                 | Akira AkbarTeyonah Parris                   | Teyonah Parris                    |                  |                  |                      |  |
| Ramonda                                        | Angela Bassett                              |                                   |                  |                  | Angela Bassett       |  |
| Danny Rand Iron Fist                           |                                             | Finn Jones                        |                  |                  |                      |  |
| James Rhodes War Machine / Iron Patriot        | Terrence HowardDon Cheadle                  | Don Cheadle                       |                  |                  | Don Cheadle          |  |
| Rocket                                         | Bradley Cooper V                            | Bradley Cooper V                  | Bradley Cooper V |                  |                      |  |
| Steve Rogers Capitán América                   | Chris Evans                                 |                                   |                  |                  | Josh Keaton          |  |
| Natasha Romanoff Black Widow                   | Scarlett Johansson                          |                                   |                  |                  | Lake Bell            |  |
| Everett K. Ross                                | Martin Freeman                              | Martin Freeman                    |                  |                  |                      |  |
| Thaddeus Ross Red Hulk                         | William HurtHarrison Ford                   |                                   |                  |                  | Mike McGill          |  |
| Erik Selvig                                    | Stellan Skarsgård                           |                                   |                  |                  |                      |  |
| Shuri Pantera Negra                            | Letitia Wright                              |                                   |                  |                  | Ozioma Akagha        |  |
| Trevor Slattery                                | Ben Kingsley                                | Ben Kingsley                      | Ben Kingsley     |                  |                      |  |
| Howard Stark                                   | Gerard Sanders FJohn SlatteryDominic Cooper | Dominic Cooper                    | Dominic Cooper   |                  | Dominic Cooper       |  |
| Tony Stark Iron Man                            | Robert Downey Jr.                           |                                   |                  |                  | Mick Wingert         |  |
| Dr. Stephen Strange                            | Benedict Cumberbatch                        |                                   |                  |                  | Benedict Cumberbatch |  |
| Talos                                          | Ben Mendelsohn                              | Ben Mendelsohn                    |                  |                  |                      |  |
| T'Challa Black Panther                         | Chadwick Boseman                            |                                   |                  |                  | Chadwick Boseman     |  |
| Claire Temple                                  |                                             | Rosario Dawson                    |                  |                  |                      |  |
| Thor                                           | Chris Hemsworth                             |                                   | Chris Hemsworth  |                  | Chris Hemsworth      |  |
| Valquiria                                      | Tessa Thompson                              |                                   |                  |                  | Tessa Thompson       |  |
| Vision J.A.R.V.I.S.                            | Paul Bettany                                | Paul Bettany                      |                  |                  | Paul Bettany         |  |
| Sam Wilson Falcon / Capitán América            | Anthony Mackie                              | Anthony Mackie                    |                  |                  |                      |  |
| Colleen Wing                                   |                                             | Jessica Henwick                   |                  |                  |                      |  |
| Wong                                           | Benedict Wong                               | Benedict Wong                     |                  |                  | Benedict Wong        |  |
| Jimmy Woo                                      | Randall Park                                | Randall Park                      |                  |                  |                      |  |

Además, Paul Bettany fue el primer actor en interpretar a dos personajes principales dentro del universo, dándole voz a la inteligencia artificial de Tony Stark, J.A.R.V.I.S., e interpretando a Vision. J. K. Simmons se convirtió en el primer actor en repetir un papel que no era del MCU en el MCU cuando apareció como J. Jonah Jameson (un papel que interpretó en la trilogía Spider-Man de Sam Raimi de 2002 a 2007) en Spider-Man: Lejos de casa.
Antes de su muerte en 2018, Stan Lee, el creador o cocreador de muchos de los personajes adaptados en el MCU, hizo apariciones en cameos en todas las películas y series de televisión excepto Inhumans. En Iron Fist, se revela que su cameo fotográfico en set de la serie Netflix y Marvel, como el capitán de la policía de Nueva York, Irving Forbush. Su cameo en Guardianes de la Galaxia Vol. 2 ve a Lee apareciendo como un informante de los Vigilantes, discutiendo aventuras anteriores que incluyen los cameos de Lee en otras películas del MCU; menciona específicamente su tiempo como repartidor de FedEx, refiriéndose al cameo de Lee en Captain America: Civil War. Esto reconoció la teoría de los fanáticos de que Lee puede estar interpretando al mismo personaje en todos sus cameos, con el escritor y director, James Gunn señalando que comentaristas creían que Lee estaba interpretando al personaje Uatu el Vigilante y que todos estos cameos son parte de él ser un Vigilante. Entonces, Stan Lee como un tipo que trabaja para los Vigilante fue algo que pensé que era divertido para el MCU". Feige agregó que Lee "claramente existe, ya sabes, por encima y aparte de la realidad de todas las películas. Entonces, la idea de que podría estar sentado allí en una parada cósmica durante la secuencia de la puerta de salto en Guardianes...realmente dice, así que ¿espera un minuto, es el mismo personaje que apareció en todas estas películas?" Tras la muerte de Lee, Marvel Studios decidió no crear nuevos cameos de Lee en proyectos futuros. El presentador de noticias de NY1, Pat Kiernan, también ha aparecido en múltiples películas y series de televisión del MCU como él mismo.

## Recepción

### Respuesta de críticos y audiencia
Al principio, algunos periodistas criticaron el elemento de universo compartido del Universo cinematográfico de Marvel. Cerca del estreno de The Avengers en 2012, Jim Vorel de Herald & Review calificó el Universo cinematográfico de Marvel como "complicado" e "impresionante", pero dijo: "A medida que más y más héroes se vuelven sus propias adaptaciones cinematográficas, el universo general se vuelve cada vez más confuso." Kofi Outlaw de Screen Rant declaró que si bien The Avengers fue un éxito, "Marvel Studios todavía tiene espacio para mejorar su enfoque para construir un universo cinematográfico compartido". Algunos críticos criticaron el hecho de que el deseo de crear un universo compartido condujo a películas que no se mantuvieron tan bien por sí solas. En su reseña de Thor: The Dark World, el crítico de Forbes, Scott Mendelson, comparó el MCU con "una serie de televisión glorificada", siendo The Dark World una película "autónoma". "Solo" que contiene poca mitología de largo alcance". Matt Goldberg, de Collider, consideró que mientras Iron Man 2, Thor y Captain America: The First Avenger fueron producciones de calidad, "nunca han sido realmente sus propias películas", sintiendo que la trama se desvía hacia S.H.I.E.L.D. o los preparativos de The Avengers arrastraron las narrativas de las películas.
La metáfora del MCU como "el programa de televisión más grande del mundo" fue discutida nuevamente, después del estreno de Capitán América: Civil War, por Emily VanDerWerff de Vox, quien sintió que la película en particular destacó el éxito de Marvel con el modelo, diciendo: "Visto de forma completamente aislada, la trama de Capitán América: Civil War tiene poco o ningún sentido... [pero] cuando piensas en dónde [Capitán América] ha estado en películas anteriores de Marvel... su desconfianza acerca de estar sujeto a supervisión tiene mucho más sentido". VanDerWerff continuó diciendo que cuando se piensa en el MCU como una serie de televisión, muchas "críticas comunes que la gente tiende a hacerle adquieren un nuevo contexto", como quejas de que las películas son formuladas, carecen de "chispa visual" o "calzador en elementos de la historia" que "son necesarias para preparar futuras películas", características todas ellas que "son bastante típicas de la televisión, donde la influencia de un director es mucho menor que la del showrunner", en este caso, Feige. Al comparar las películas con la serie Juego de Tronos específicamente, VanDerWerff señaló que cada película en solitario "se centra en varios personajes y sus historias paralelas individuales, antes de reunir a todos en el final (o, más bien, una película de Los Vengadores)", siendo Guardianes de la Galaxia equivalente al personaje Daenerys Targaryen—"ambos separados por largas distancias de todos los demás". Señaló que este formato era una extensión de las primeras franquicias cinematográficas "similares a la televisión" como Star Wars, así como el formato de los cómics en los que se basan las películas. "Digo todo esto para no sugerir que las franquicias cinematográficas que se parecen a las series de televisión sean necesariamente una buena tendencia", concluyó VanDerWerff, "aunque en general disfruto las películas de Marvel, me desanima la posibilidad de que su forma particular pueda tomar sobre la industria cinematográfica... Pero tampoco creo que sea el fin del mundo si Marvel continúa... hay una razón por la que la televisión se ha robado gran parte de la conversación cultural en las últimas décadas. Hay algo legítimamente emocionante en la forma en que el medio cuenta historias cuando es bueno y, al menos, el éxito de Marvel muestra que el mundo del cine podría aprender de eso".
Tras la conclusión de la primera temporada de Agents of S.H.I.E.L.D., Mary McNamara en Los Angeles Times elogió las conexiones entre esa serie y las películas, afirmando que "nunca antes la televisión había estado literalmente casada al cine, encargado de completar la historia de fondo y crear el tejido conectivo de una franquicia cinematográfica en curso... [Agents of S.H.I.E.L.D.] ahora no solo es un muy buen programa por derecho propio, es parte de la plataforma multiplataforma ciudad-estado de Marvel. Se enfrenta a un futuro de reinvención perpetua, y eso la coloca en el emocionante primer vagón de la montaña rusa de la televisión hacia una posible dominación mundial". Terri Schwartz de Zap2it estuvo de acuerdo con este sentimiento, afirmando que "el hecho de que [Captain America: The Winter Soldier] haya influido tanto en el programa cambia las reglas del juego en términos de cómo se pueden entrelazar los medios del cine y la televisión", aunque "la falla allí parece ser que Agents of S.H.I.E.L.D. tuvo que esperar hasta el estreno de The Winter Soldier, lo que generó muchas críticas.
En enero de 2015, Michael Doran de Newsarama y Graeme McMillian de The Hollywood Reporter tuvieron un debate de "punto-contrapunto" en respuesta al primer tráiler de Ant-Man. Doran declaró: "Marvel ha elevado la bara muuuy tan alto que, en lugar de simplemente permitir que otra película termine por debajo de la bara [del MCU], todos estamos demasiado, y tal vez incluso ansiosos, por reaccionar de forma exagerada ante lo primero que se nos aclara". McMillian respondió: "en este punto, la marca Marvel es tal que no estoy seguro de que pueda ofrecer algo como [el tráiler] sin parece una decepción aplastante... parte de la marca Marvel es que no ofrece el tipo de película de superhéroes común y corriente de la que estás hablando, que es... al menos lo suficientemente diferente como para modificar y jugar con el género de alguna manera... El hecho de que haya tanto malestar por el hecho de que este tráiler sea... bueno, está bien... me sugiere que la audiencia está esperando algo que les sorprenda". Doran concluyó: "Ese parece ser el punto aquí: las expectativas que los fanáticos tienen ahora para todo lo de Marvel Studios... [y] Marvel eventualmente fallarán".
Después de ver la interpretación de Yellowjacket en Ant-Man, el antagonista de la película, McMillian señaló:

No es ningún secreto que Marvel Studios tiene algunos problemas cuando se trata de ofrecer personajes emocionantes contra los que sus héroes luchan... [sus] villanos generalmente caen en uno de dos campos. Está el Monstruo Imparable... o está el Hombre Blanco Profesional con Traje y Ego... No importa en cuál de los grupos caigan los villanos mencionados anteriormente, comparten un propósito común: el "mal". Es probable que las motivaciones para el mal difieran (aunque, invariablemente, caen bajo el paraguas de una "creencia equivocada en un bien mayor que no existe"), pero eso realmente no importa, porque sin falta, habrá muy poco tiempo para la película realmente explore adecuadamente esas motivaciones, lo que significa que a todos los efectos, el villano está siendo malvado por razones de necesidad de la trama y poco más... Lo extraño de esto es que los cómics de Marvel ofrecen una serie de maravillosas y coloridas tipos malos que podrían salirse de los parámetros anteriores y ofrecer una alternativa a los villanos formulaicos a los que el público se ha acostumbrado (y posiblemente aburrido)... En futuras películas, sólo podemos esperar que sean tratados de tal manera que sus extrañas banderas puedan ondear libremente.

Tras el estreno de Jessica Jones, David Priest en CNET escribió sobre cómo la serie rescata a "Marvel de sí misma... Jessica Jones da grandes pasos adelante en términos de temática, artesanía y diversidad. Primero, es una buena historia y, después, una serie de superhéroes. Y, por primera vez, el MCU parece que importa. Nuestra cultura necesita historias como esta. Esperamos que Marvel las siga publicando". Para Paul Tassi y Erik Kain de Forbes, ver la serie les hizo cuestionar el MCU, y Kain sintió que el "mundo moralmente complejo, violento y oscuro de Jessica Jones no tiene cabida en el MCU... en este momento, el MCU está frenando programas como Jessica Jones y Daredevil, mientras que esos programas no aportan absolutamente nada al MCU." Tassi llegó incluso a preguntarse cuál es "el objetivo del Universo cinematográfico de Marvel", lamentando la falta de cruces importantes en la franquicia desde la revelación de Winter Soldier en Agents of S.H.I.E.L.D., y diciendo que Jessica Jones está "tan alejada del mundo de The Avengers que bien podría no estar en el mismo universo... [Yo] realmente no entiendo el punto [del MCU] si van a mantener todo lo que contiene separado en estas pequeñas cajas". Por el contrario, Eric Francisco de Inverse calificó la falta de conexiones abiertas de Jessica Jones al MCU, "la principal ventaja del programa". Además de demostrar cuán físicamente amplio es realmente el alcance del MCU, Jessica Jones también demuestra la durabilidad temática del MCU."
En abril de 2016, Marvel Studios reveló que Alfre Woodard aparecería en Capitán América: Civil War, después de haber sido elegida como Mariah Dillard en Luke Cage el año anterior. Esto "generó esperanzas de que Marvel pudiera unir sus universos cinematográficos y Netflix", con "una de las primeras y más fuertes conexiones" entre los dos. Los escritores de Civil War, Christopher Markus y Stephen McFeely, revelaron que Woodard interpretaría a Miriam Sharpe en la película, explicando que había sido elegida por sugerencia de Robert Downey Jr., y que no se habían enterado de su elección para Luke Cage hasta después. Este no era el primer caso de actores elegidos para múltiples papeles en el MCU, pero este casting fue llamado más "significativo" y visto por muchos como una indicación "decepcionante" de "la creciente división" y la "falta de una cooperación más satisfactoria" entre Marvel Studios y Marvel. Television tras la reorganización corporativa de Marvel Entertainment en septiembre de 2015.
Hablando de la ambientación en la década de 1990 de Capitana Marvel, "la primera pieza de época completa del MCU desde Capitán América: The First Avenger de la Fase Uno en 2011", Richard Newby de The Hollywood Reporter sintió que el regreso de versiones más jóvenes de algunos personajes introducidos y asesinados en películas anteriores "abrió el MCU de una manera completamente nueva y amplió el mantra de la franquicia de 'todo está conectado'". Hablando específicamente de la aparición de Clark Gregg como el agente Phil Coulson en la película, Newby señaló que la aparición "no repara exactamente las barreras entre las divisiones de cine y televisión de Marvel, [pero] fortalece el tejido conectivo y el sentido que estos personajes todavía importan en el gran esquema de los planes cinematográficos de Marvel". También esperaba que la continuidad de Agents of S.H.I.E.L.D. se mantuviera en Capitana Marvel, especialmente porque Coulson ha tratado con los Kree en la serie. Newby también añadió que cambiar a diferentes periodos de tiempo ayudaría a Marvel Studios a "mantener este universo cinematográfico durante los próximos 10 años" al permitirles repetir algunos de los géneros utilizados anteriormente, ya que entonces podrían sentirse "frescos" y tener "diferentes reglas y diferentes restricciones", además de permitirles construir sobre material establecido en series de televisión como Agent Carter. Concluyó: 

Marvel Studios tiene una zona de pruebas completa para jugar, pero, por razones necesarias, ha optado en gran medida por permanecer en un pequeño rincón para arraigar al público en estos conceptos. Ahora que se han sentado las bases, queda por delante la oportunidad de explorar tanto en cine como en televisión, con Capitana Marvel a la cabeza. Dondequiera que Marvel Studios planee llevar el MCU en el futuro, es reconfortante saber que su pasado es expansivo y está lleno de infinitas posibilidades.

Asimismo, en su reseña de Avengers: Endgame, Joe Morgenstern de The Wall Street Journal reconoció el logro único que había logrado el Universo cinematográfico de Marvel:

Estos son tiempos difíciles para el entretenimiento en la pantalla grande. A medida que el medio declina y la televisión crece, los espectáculos auténticos (en contraposición a los fastuosos adornos de ideas pequeñas) amenazan con convertirse en una cosa del pasado legendario. Razón de más, entonces, para apreciar lo que Marvel ha logrado, a pesar de que se han producido tropiezos desconcertantes en el camino. El estudio ha mantenido la fe mejorando la mayoría de sus películas, sin simplificarlas, apostando y obteniendo ganancias del apetito de sorpresa del público, de su capacidad de complejidad. Cuando llega la batalla final al final de Avengers: Endgame, es inevitablemente difícil de manejar: todos los personajes de Marvel que puedas imaginar de la última década aparecen para un asalto más al mal cósmico, pero emocionante de todos modos, y seguido por una delicada coda. Tantas historias. Tantas aventuras. Hay mucho que resolver antes de que comience el próximo ciclo.

Muchos cineastas famosos expresaron diferentes puntos de vista sobre el éxito y la calidad del MCU. En octubre de 2019, el cineasta Martin Scorsese criticó abiertamente las películas de Marvel en una entrevista y durante una conferencia de David Lean en Londres, que luego amplió en un artículo de opinión en The New York Times, afirmando que estas películas no son cine, sino el equivalente a atracciones de parques temáticos que carecen de "misterio, revelación o peligro emocional genuino". También afirmó que dichas películas son productos corporativos que han sido "investigados en el mercado, probados por el público, examinados, modificados, reexaminados y remodificados hasta que estén listos para el consumo", y que la invasión de películas de "parques temáticos" en los cines desplazó a las películas de otros directores. Los comentarios de Scorsese fueron rechazados por directores de películas del MCU como Joss Whedon y James Gunn, mientras fueron defendidos por Francis Ford Coppola, quien describió el efecto potencial de las películas de Marvel en la industria cinematográfica como "despreciable". En septiembre de 2021, el director Denis Villeneuve señaló que las películas de Marvel "no son más que un 'corta y pega' de otras" que nos han "convertido un poco en zombies". En febrero de 2022, el director Roland Emmerich sintió que las películas de gran éxito como el MCU y Star Wars estaban "arruinando un poco nuestra industria", ya que "ya nadie hace nada original". Por el contrario, George Miller declaró: "Para mí, todo es cine. No creo que puedas convertirlo en un gueto y decir: esto es cine o aquello es cine. Se aplica a todas las artes, a la literatura, las artes escénicas, la pintura y la música, en todas sus formas. Es un espectro tan amplio, una gama tan amplia, y decir que alguien es más significativo o más importante que el otro es perder el sentido. Es un gran mosaico y cada pieza de trabajo encaja en él."
La audiencia estadounidense de Marvel fue estudiada por Morning Consult en 2021, que encontró que solo el 9% de la base de fans de Marvel son Gen Z, el 64% de los fans son blancos adultos, y el 42% de los fanáticos viven en áreas de Suburbio. En 2023, los críticos comenzaron a describir el volumen de historias interconectadas como una "tarea".

### Reconocimientos

#### Premios Óscar
| Película                                  | Mejor Película | Mejor Banda Sonora | Mejor Canción Original | Mejor Edición de Sonido | Mejor Sonido | Mejores Efectos Visuales | Mejor Producción | Mejor Vestuario | Mejor Maquillaje |
| ----------------------------------------- | -------------- | ------------------ | ---------------------- | ----------------------- | ------------ | ------------------------ | ---------------- | --------------- | ---------------- |
| Iron Man                                  |                |                    |                        | Nominada                |              | Nominada                 |                  |                 |                  |
| Iron Man 2                                |                |                    |                        |                         |              | Nominada                 |                  |                 |                  |
| The Avengers                              |                |                    |                        |                         |              | Nominada                 |                  |                 |                  |
| Iron Man 3                                |                |                    |                        |                         |              | Nominada                 |                  |                 |                  |
| Captain America: The Winter Soldier       |                |                    |                        |                         |              | Nominada                 |                  |                 |                  |
| Guardians of the Galaxy                   |                |                    |                        |                         |              | Nominada                 |                  |                 | Nominada         |
| Doctor Strange                            |                |                    |                        |                         |              | Nominada                 |                  |                 |                  |
| Guardians of the Galaxy Vol. 2            |                |                    |                        |                         |              | Nominada                 |                  |                 |                  |
| Black Panther                             | Nominada       | Ganadora           | Nominada               | Nominada                | Nominada     |                          | Ganadora         | Ganadora        |                  |
| Avengers: Infinity War                    |                |                    |                        |                         |              | Nominada                 |                  |                 |                  |
| Avengers: Endgame                         |                |                    |                        |                         |              | Nominada                 |                  |                 |                  |
| Shang-Chi and the Legend of the Ten Rings |                |                    |                        |                         |              | Nominada                 |                  |                 |                  |
| Spider-Man: No Way Home                   |                |                    |                        |                         |              | Nominada                 |                  |                 |                  |
| Black Panther: Wakanda Forever            |                |                    | Nominada               |                         | Nominada     |                          | Ganadora         | Nominada        |                  |

## Impacto cultural

### Otros estudios
Después del estreno de Los Vengadores en mayo de 2012, Tom Russo de Boston.com señaló que, aparte de alguna "novedad" ocasional como Alien vs. Predator (2004), la idea de un universo compartido era prácticamente desconocida en Hollywood. Desde entonces, el modelo de universo compartido creado por Marvel Studios ha comenzado a ser replicado por otros estudios cinematográficos que poseían derechos sobre otros personajes de cómics. En abril de 2014, Tuna Amobi, analista de medios de Standard & Poor's Equity Research Services, afirmó que en los tres a cinco años anteriores, los estudios de Hollywood comenzaron a planificar "megafranquicias" para los años venideros, en lugar de trabajar con un éxito de taquilla en un momento. Amobi añadió: "Muchos de estos personajes de superhéroes simplemente se quedaron allí para acumular polvo. Disney ha demostrado que este [enfoque y género] puede ser una mina de oro". Con más estudios ahora "jugando al juego de las megafranquicias", Doug Creutz, analista de medios de Cowen and Company, cree que el atractivo acabará muriendo para el público: "Si Marvel va a hacer dos o tres películas al año, y Warner Brothers va a hacer al menos una película cada año, y Sony va a hacer una película cada año, y Fox [va] a hacer una película cada año, ¿pueden todos hacerlo bien en ese escenario? No estoy seguro de que puedan".
En marzo de 2018, Patrick Shanley de The Hollywood Reporter opinó que "las diferencias clave entre una franquicia normal, como The Fast and the Furious o películas Pitch Perfect, y un universo compartido es la cantidad de planificación y entrelazamiento que se realiza en cada película individual. Es muy fácil hacer una película que existe únicamente con el propósito de establecer futuras entregas y expandir una mundo, en lugar de una película que se destaca por sus propios méritos mientras insinúa o hace un guiño hábilmente a su lugar en el mito más amplio. En eso, el MCU ha florecido". En su opinión, Iron Man "tenía como objetivo ser una experiencia agradable e independiente, no un anuncio general de 17 películas posteriores. Esa mentalidad ha persistido en la mayoría de las películas del MCU durante la última década, lo cual es todo". Lo más impresionante es que su lista de héroes supera ahora la marca de las dos docenas."

#### DC Entertainment y Warner Bros. Pictures
En octubre de 2012, tras su victoria legal sobre el patrimonio de Joe Shuster por los derechos de Superman, Warner Bros. Pictures anunció que planeaba seguir adelante con su tan esperada película de la Liga de la Justicia, que une a superhéroes de DC Comics como Batman, Superman y Wonder Woman. Se esperaba que la compañía adoptara el enfoque opuesto al de Marvel, estrenando películas individuales para los personajes después de que hayan aparecido en una película de equipo. El estreno de El hombre de acero en 2013 pretendía ser el comienzo de un nuevo universo compartido para DC, "sentando las bases para la futura lista de películas basadas en DC Comics". En 2014, Warner Bros. anunció esa lista de películas, de manera similar a Disney y Marvel, que reclaman fechas para las películas con años de anticipación. Ese año, el director creativo de DC, Geoff Johns declaró que las series de televisión Arrow y The Flash se desarrollaron en un universo separado de la nueva película uno, luego aclaró que "Lo vemos como el multiverso. Tenemos nuestro universo televisivo y nuestro universo cinematográfico, pero todos coexisten. Para nosotros, creativamente, es sobre permitir que todos hagan el mejor producto posible, cuenten la mejor historia, hagan el mejor mundo. Todo el mundo tiene una visión y realmente quieres dejar que las visiones brillen...Es simplemente un enfoque diferente [al de Marvel]".
Al discutir el aparente fracaso de la primera película en equipo del universo cinematográfico, Batman v Superman: Dawn of Justice (2016), para establecer un equivalente exitoso del MCU, Emily VanDerWerff señaló que mientras el MCU tiene un showrunner similar a la televisión en Feige, "el visionario detrás de toda la lista de Marvel", el DCEU tiene un director, Zack Snyder, cuyas películas de DC "aparentemente parten de la suposición de que la gente no ha llegado a ver una historia individual sino una larga serie de burlas para los demás. Es como si supiera lo que tiene que hacer pero no pudiera concentrarse en la tarea que tiene entre manos. La televisión ciertamente no es inmune a ese problema, pero los programas que quedan atrapados en premisas de alto concepto y el pensamiento amplio antes de hacer el trabajo preliminar necesario para establecer personajes y sus relaciones tienden a cancelarse." Posteriormente, en mayo de 2016, Warner Bros. le dio la supervisión del DCEU a Johns y al ejecutivo Jon. Berg en un intento de "unificar los elementos dispares de las películas de DC" y emular el éxito de Marvel. Los dos fueron nombrados productores de las películas de la Liga de la Justicia, además de la participación de Johns en varias películas "en solitario", como el proceso de posproducción de Escuadrón Suicida (2016) o el proceso de escritura de una película independiente de Batman. Después del exitoso estreno de Wonder Woman en junio de 2017, DC decidió comenzar a restar importancia a la naturaleza compartida de sus películas, y la presidenta de DC Entertainment, Diane Nelson afirmó: "Nuestra intención, ciertamente, de seguir adelante es utilizar la continuidad para ayudar a garantizar que nada diverja" de una manera que no tiene sentido, pero no hay insistencia en una historia general o interconectividad en ese universo... En el futuro, verás que el universo cinematográfico de DC es un universo, pero uno que proviene del corazón del cineasta que los está creando". Además, DC comenzó a centrarse en películas "completamente separadas de todo lo demás, ambientadas completamente fuera" del DCEU como parte de un nuevo sello, con la primera película centrada en el Joker. En agosto de 2022, el director ejecutivo de Warner Bros. Discovery, David Zaslav anunció un plan de 10 años para el Universo extendido de DC similar al que Horn e Iger empleado con Feige para el MCU, con James Gunn y Peter Safran designados en octubre de 2022 para servir como copresidentes y codirectores ejecutivos del recién formado DC Studios para desarrollar un nuevo universo compartido de DC, cuyo primer contenido se anunció en enero de 2023.

#### 20th Century Fox
En noviembre de 2012, 20th Century Fox anunció planes para crear su propio universo compartido, que consta de propiedades de Marvel de las que poseía los derechos, incluidos los Cuatro Fantásticos y X-Men, con la contratación de Mark Millar como productor supervisor. Millar dijo: "Fox está pensando: 'Estamos sentados ante algunas cosas realmente asombrosas. Hay otro lado del Universo Marvel. Intentemos lograr algo de cohesión'. Así que me trajeron para supervisar eso realmente. Para reunirme con los escritores y directores para sugerir nuevas formas en las que podríamos tomar este material y nuevas propiedades que podrían derivarse de ello." X-Men: Days of Future Past, estrenada en 2014, fue el primer paso de Fox hacia expandir su conjunto de propiedades Marvel y crear este universo, antes del estreno de una película de reinicio de Fantastic Four el siguiente año. En mayo de 2014, guionista de Days of Future Past y Fantastic Four, Simon Kinberg declaró que esta última película no tendría lugar en el mismo universo que las películas de X-Men, explicando que "ninguna de las películas de X-Men ha reconocido la noción de una especie de equipo de superhéroes: los Cuatro Fantásticos. Y los Cuatro Fantásticos adquieren poderes, por lo que vivir en un mundo donde prevalecen los mutantes es un poco complicado, porque piensas: 'Oh, solo eres un mutante'. Es como, '¿Qué tienes de fantástico?'... viven en universos discretos." En julio de 2015, el director de X-Men, Bryan Singer dijo que todavía había potencial para un cruce entre los  Franquicias X-Men y Fantastic Four, si las reacciones a Fantastic Four y X-Men: Apocalypse lo justificaran.
Sintiendo que los esfuerzos de Singer en Apocalypse por establecer un mundo más grande, similar al MCU, no cumplían con los estándares establecidos por Marvel, VanDerWerff señaló que, a diferencia de la capacidad de Feige para servir como "pseudo-showrunner", Singer en cambio está "empapado" en el cine y la forma en que siempre se han contado las historias cinematográficas", por lo que "cuando llegue el momento de que Apocalypse encaje con los hilos de la historia del anterior X-Men: First Class", que fue dirigida por Matthew Vaughn, "tanto la dirección de Singer como el guion de Simon Kinberg se basan en dispositivos trillados y una narración torpe", lo que indica una falta de "el tipo de pensamiento global que requiere este tipo de megafranquicia". En su reseña de Dark Phoenix, Joe Morgenstern de The Wall Street Journal caracterizó toda la serie de películas de X-Men como una "franquicia notoriamente errática." En marzo de 2019, los derechos cinematográficos de Deadpool, los personajes de X-Men y los personajes de los Cuatro Fantásticos regresaron a Marvel Studios luego de la adquisición de 21st Century Fox por parte de Walt Disney Company.

#### Sony Pictures
En noviembre de 2013, la copresidenta de Sony Pictures Entertainment, Amy Pascal anunció que el estudio tenía la intención de expandir su universo creado dentro de la serie The Amazing Spider-Man de Marc Webb, con aventuras derivadas para personajes secundarios, en un intento de replicar el modelo de Marvel y Disney. El mes siguiente, Sony anunció las películas de Venom y Seis Siniestros, ambas ambientadas en el universo Amazing Spider-Man. Con este anuncio, IGN afirmó que los spin-offs son "el último ejemplo de lo que podemos denominar "el efecto Vengadores" en Hollywood, mientras los estudios trabajan para construir universos cinematográficos entrelazados". Sony optó por no replicar el modelo de Marvel Studios de presentar personajes individuales primero antes de reunirlos en una película en equipo, y en su lugar convirtió a los adversarios de Spider-Man en las estrellas de futuras películas. En febrero de 2015, Sony Pictures y Marvel Studios anunciaron que la franquicia Spider-Man sería reestructurada, con una nueva película coproducida por Feige y Pascal que se estrenaría en julio de 2017 y el personaje que se integra en el MCU. Sony Pictures continuaría financiando, distribuyendo, poseyendo y teniendo el control creativo final de las películas de Spider-Man. Con este anuncio, las secuelas de The Amazing Spider-Man 2 (2014) fueron canceladas, y en noviembre de 2015 se cancelaron las películas de Venom y Seis Siniestros, así como los spin-offs basados en personajes femeninos del universo Spider-Man. En marzo de 2016, la película Venom había sido reestructurada para comenzar su propia franquicia sin relación con el Spider-Man del MCU. Un año después, Sony anunció oficialmente que la película de Venom estaba en desarrollo, para su estreno el 5 de octubre de 2018, junto con una película centrada en los personajes Silver Sable y Black Cat conocida como Silver & Black. Ambos proyectos no estaban destinados a ser parte del MCU ni derivados de Spider-Man: Homecoming, sino más bien parte de un universo compartido separado conocido como Sony's Spider-Man Universe (SSU). La escena de mitad de créditos de Venom: Let There Be Carnage  (2021) insinuó que Eddie Brock / Venom se uniría al MCU, que se confirmó con el estreno de Spider-Man: No Way Home (2021) a través de un cameo no acreditado en su escena entre créditos. Spider-Man: No Way Home también incluyó las iteraciones de Spider-Man de Sam Raimi y las películas Spider-Man de Webb, interpretadas respectivamente por Tobey Maguire y Andrew Garfield.
Después de que Sony cancelara sus planes de universo compartido y comenzara a compartir el personaje de Spider-Man con Marvel Studios, varios críticos discutieron su fracaso al replicar el MCU. Scott Meslow de The Week notó los defectos percibidos de la primera película de Amazing Spider-Man, fuera de sus actuaciones principales, y cómo la secuela "duplica todos los pasos en falso de la película original" mientras agrega algunos propios... Ahora tenemos un ejemplo de libro de texto de cómo no reiniciar una franquicia de superhéroes, y si Sony y Marvel son prudentes, tomarán prácticamente todas esas lecciones en serio mientras trazan el próximo rumbo de Spider-Man". Scott Mendelson señaló que The Amazing Spider-Man 2 "se vendió menos como una secuela de The Amazing Spider-Man que un piloto de puerta trasera para Spider-Man vs. the Sinister Six.... Si Sony hubiera seguido con el plan original de una franquicia de superhéroes reducida, una que realmente estuviera arraigada en drama romántico, al menos se habrían destacado en un campo abarrotado de franquicias de superhéroes. Cuando cada película de superhéroes ahora se hace más grande, Amazing Spider-Man podría haberse distinguido por ser pequeña e íntima". Esto habría ahorrado a Sony "una gran cantidad de dinero" y potencialmente revertido el relativo fracaso financiero de la película.

### Academia
En septiembre de 2014, la Universidad de Baltimore anunció un curso que comenzaría en el semestre de primavera de 2015 en torno al Universo cinematográfico de Marvel, que sería impartido por Arnold T. Blumberg. "Media Genres: Media Marvels" examina "cómo la serie de películas y programas de televisión interconectados de Marvel, además de medios relacionados y fuentes de cómics y el monomyth del 'viaje del héroe' de Joseph Campbell, ofrecen importantes conocimientos sobre la cultura moderna", así como los esfuerzos de Marvel "para establecer un universo viable de tramas, personajes e historias de fondo".

## Medios externos

### Campus de los Vengadores
Después de la adquisición por parte de Disney en 2009, las películas de Marvel comenzaron a comercializarse en la atracción "Innoventions" en "Tomorrowland" en Disneyland. Para Iron Man 3, la exhibición, titulada «Iron Man Tech Presented by Stark Industries», presentó la misma exhibición de armadura que se mostró en la Convención Internacional de Cómics de San Diego de San Diego de 2012, con los Marks I-VII y el nuevo Mark. XLII. Además, había un juego de simulación, titulado «Become Iron Man», que utilizaba tecnología similar a Kinect para permitir al espectador encerrarse en una armadura Mark XLII animada y participar en una serie de "pruebas" en el que disparas rayos repulsores y vuelas por el taller de Tony Stark. El juego fue guiado por J.A.R.V.I.S., cuya voz vuelve a ser de Paul Bettany. La exhibición también tenía exhibiciones más pequeñas que incluían cascos y piezas de pecho de películas anteriores y el guante y la bota de una secuencia de acción en Iron Man 3. La exhibición de Thor: The Dark World se llamaba «Thor: Treasures of Asgard» y presentaba exhibiciones de reliquias Asgardianas y transportaba a los invitados a la sala del trono de Odín, donde fueron recibidos por Thor. La exposición de Captain America: The Winter Soldier, «Captain America: The Living Legend and Symbol of Courage», presentó una experiencia de conocer y saludar.
De mayo a septiembre de 2017, Disneyland Resort presentó el «Summer of Heroes», en el que miembros de los Guardianes y los Vengadores hacen apariciones en todo Disneyland Resort. Además, se presentó el evento «Guardians of the Galaxy: Awesome Dance Off», en el que Peter Quill / Star-Lord ponía música a todo volumen desde su boombox, junto con «Avengers Training Initiative», una experiencia limitada donde Viuda Negra y Ojo de Halcón "reúnen un grupo de jóvenes reclutas para ver si tienen lo que se necesita para ser un Vengador. "La comida y los productos relacionados con Marvel también estuvieron disponibles en Hollywood Land en Disney California Adventure durante «Summer of Heroes».
En marzo de 2018, Walt Disney Company anunció tres nuevas áreas temáticas de Marvel inspiradas en el MCU para Disney California Adventure, Walt Disney Studios Paris y Hong Kong Disneyland. Los desarrollos serán diseñados por Walt Disney Imagineering en colaboración con Marvel Studios y Marvel Themed Entertainment. Tal y como quedó establecido con «Guardians of the Galaxy – Mission: Breakout!» existe en su propio universo de parque temático inspirado en el MCU. Al estar en el multiverso del MCU, Avengers Campus tiene una historia compartida con el MCU propiamente dicho, con algunas excepciones notables: el Blip de Avengers: Infinity War no ocurrió, y algunos personajes que murieron, como Tony Stark, todavía están vivos.

#### Disneylandia de Hong Kong
En octubre de 2013, se anunció la atracción «Iron Man Experience» para Hong Kong Disneyland. Está ubicada en la sección "Tomorrowland" del parque, con el área construida para parecerse a una nueva Stark Expo creada por Tony Stark después de la de 2010, como se ve en Iron Man 2, con varias salas de exhibición que incluyen la armadura Mark III de las películas. El área también cuenta con artículos y recuerdos relacionados con Iron Man y Marvel, además de un juego interactivo. donde los visitantes pueden tener la oportunidad de probarse la armadura de Iron Man. En Iron Man Experience, los visitantes ayudan a Iron Man a derrotar a Hydra en todo Hong Kong, y se inauguró el 11 de enero de 2017.
En marzo de 2018, Walt Disney Company anunció una nueva área temática de Marvel inspirada en el MCU en Hong Kong Disneyland y una nueva atracción donde los visitantes se unen a Ant-Man y la Avispa para unirse a Iron Man Experience. Inspirado en Ant-Man and the Wasp, «Ant-Man and The Wasp: Nano Battle!» es un paseo oscuro interactivo cerrado en el que los visitantes usan armas láser para formar equipo con Ant-Man y Wasp para derrotar a Arnim Zola y su ejército de robots del enjambre Hydra. «Ant-Man and The Wasp: Nano Battle!» reemplaza la atracción «Buzz Lightyear Astro Blasters», y se inauguró el 31 de marzo de 2019.

#### Disney California Aventura
Para la San Diego Cómic-Con 2016, «The Twilight Zone Tower of Terror» en Disney California Adventure iba a ser reemplazada por una nueva atracción, «Guardians of the Galaxy – Mission: Breakout!». Chris Pratt, Zoë Saldaña, Dave Bautista y Benicio del Toro filmaron imágenes exclusivas para la atracción, repitiendo sus papeles como Peter Quill / Star-Lord, Gamora, Drax y Coleccionista, respectivamente. James Gunn, director de Guardianes de la Galaxia y su secuela, dirigió imágenes de la atracción y consultó sobre todos los aspectos de él. «Guardians of the Galaxy – Mission: Breakout!» ve a los visitantes ayudando a Rocket a rescatar a los otros Guardianes de la fortaleza del Coleccionista, mientras que la atracción presenta eventos aleatorios durante la experiencia y música inspirada en Guardians of the Galaxy: Awesome Mix Vol. 1 banda sonora. La atracción se inauguró el 27 de mayo de 2017.
En marzo de 2018, Walt Disney Company anunció una nueva área temática de Marvel inspirada en el MCU en Disney California Adventure, anclada en «Mission: Breakout!», en la que personajes del MCU como Iron Man y Spider-Man se unen a los Guardianes de la Galaxia en un "universo de superhéroes completamente inmersivo". El área reemplazó el área «A Bug's Land», que cerró a mediados de 2018 para comenzar la construcción en el área Marvel. Tom Holland retoma su papel de Peter Parker / Spider-Man en la atracción «Web Slingers: A Spider-Man Adventure», en la que Parker ha creado W.E.B. (Worldwide Engineers Brigade) para inspirar a una nueva generación a utilizar la tecnología para salvar el mundo. Spider-Man recluta jinetes para la iniciativa de detener el mal funcionamiento de sus Spider-Bots. «Web Slingers» fue dirigida por el director de Spider-Man, Jon Watts, junto con Brett Strong, y fue escrita de Steven Spiegel y efectos visuales destacados de Framestore. Una versión en un acto de Rogers: The Musical se estrenó en el Hyperion Theatre, el 30 de junio de 2023 y se emitió por tiempo limitado hasta el 31 de agosto.

#### Parque Walt Disney Studios
En marzo de 2018, Walt Disney Company anunció una nueva área temática de Marvel inspirada en el MCU en el parque Walt Disney Studios de Disneyland Paris. El área incluye una atracción reinventada donde los pasajeros se unen a Iron Man y otros Vengadores en una "aventura hipercinética" el 20 de julio de 2022. El parque también fue sede del espectáculo de acción en vivo «Summer of Super Heroes» de junio a septiembre de 2018.

### Cruceros de Disney
En julio de 2021, se anunció la experiencia gastronómica familiar inmersiva "Avengers: Quantum Encounter" en el restaurante Worlds of Marvel del crucero Disney Wish, que debutó cuando el crucero inició sus viajes el 14 de julio de 2022. La experiencia se lleva a cabo durante la cena con elementos interactivos y una recreación CGI completa de las cubiertas superiores de Wish. Paul Rudd, Evangeline Lilly, Anthony Mackie, Brie Larson, Kerry Condon y Iman Vellani retomaron sus roles del MCU, mientras que Ross Marquand dio su voz a Ultron después de hacerlo anteriormente en What If...?, en la que reemplazó a James Spader. Chris Waitt dirigió el contenido de Rudd y Lilly, que fue escrito por Steven Spiegel y con efectos visuales de Framestore. La directora de The Marvels, Nia DaCosta filmó el contenido de Vellani y Larson en Londres antes de la fotografía principal de la película.
En septiembre de 2023, se anunció que el buque gemelo de Wish, el Disney Treasure, también incluiría el restaurante Worlds of Marvel con dos noches de espectáculos distintos y menús, con la aparición de Spider-Man. «Marvel Super Hero Academy» también está incluida en el crucero, donde los niños pequeños pueden entrenar para ser superhéroes con Spider-Man, Black Panther y Ant-Man. Estos estarán disponibles en el Treasure cuando comience sus viajes el 21 de diciembre de 2024.

### Otras atracciones en vivo

#### Avengers STATION
En mayo de 2014, se inauguró la exhibición Avengers STATION (Scientific Training and Tactical Intelligence Operative Network) en el centro Discovery Times Square. La exhibición presenta réplicas de escenas, así como accesorios reales de las películas, combinados con tecnología e información interactivas, elaborados a través de una asociación con la NASA y otros científicos. Titus Welliver también proporciona un "informe" a los visitantes, retomando su papel de agente de S.H.I.E.L.D., Félix Blake. Creado por Victory Hill Exhibits, su creación costó 7,5 millones de dólares, y estuvo en funcionamiento hasta principios de septiembre de 2015.
La exposición también se inauguró en Corea del Sur en el War Memorial of Korea en abril de 2015, en París, Francia, en Esplanade de La Défense un año después, y en Las Vegas en el Treasure Island Hotel and Casino en junio de 2016. La versión de Las Vegas de la exhibición presentó detalles actualizados de los personajes y la ciencia correspondiente para incorporar las películas de Marvel que se han estrenado desde la exhibición original en Nueva York. Además, la versión de Las Vegas presenta a Cobie Smulders retomando su papel de Maria Hill para "informar" a los visitantes, reemplazando a Welliver.

#### Exhibición GOMA
Una exposición de arte, titulada Marvel: Creating the Cinematic Universe, se exhibió exclusivamente en la Galería de Arte Moderno de Queensland (GOMA) en Brisbane, Australia, en 2017. La exposición, que incluía "más de 300 objetos, películas, vestuario, dibujos y otros elementos efímeros", presentó contenido "de la colección de Marvel Studios y Marvel Entertainment y colecciones privadas" con "un enfoque significativo [dado] a los artistas creativos que traducen la narrativa dibujada a la pantalla a través del diseño de producción y guiones gráficos, diseño de vestuario y utilería, y efectos especiales y posproducción". Marvel: Creating the Cinematic Universe también se extendió a la Cinémathèque australiana de GOMA con una retrospectiva de las películas del MCU.

#### Avengers: Damage Control
En octubre de 2019, Marvel Studios e ILMxLAB anunciaron la experiencia de realidad virtual, Avengers: Damage Control. La experiencia estaría disponible por tiempo limitado a partir de mediados de octubre de 2019 en ubicaciones selectas de Void VR. En Avengers: Damage Control, los jugadores toman el control de uno de los trajes de respuesta de emergencia de Shuri, que combinan las tecnologías Wakandianas y de Stark Industries, para derrotar una amenaza junto con Doctor Strange, Ant-Man y Wasp. Letitia Wright, Benedict Cumberbatch, Paul Rudd y Evangeline Lilly repiten sus roles del MCU, mientras Ross Marquand le da voz a Ultrón, reemplazando James Spader. La experiencia se amplió hasta finales de 2019.

### Marvel Studios' Infinity Saga Concert Experience
En mayo de 2024, se anunció «Marvel Studios' Infinity Saga Concert Experience» en español: "Infinity Saga Concert Experience de Marvel Studios" de Disney Concerts, Marvel Studios y la Filarmónica de Los Ángeles, que se estrenará el 30 y 31 de agosto de 2024 en el Hollywood Bowl. El concierto, dirigido por el director musical y artístico de la Filarmónica, Gustavo Dudamel, presenta a la Filarmónica interpretando una "partitura especialmente creada" de música de las películas de Infinity Saga, como el tema de The Avengers y «Portals» de Avengers: Endgame, en vivo para filmar. La primera mitad del concierto se centró en personajes individuales de las películas, mientras que la segunda mitad se centró en Avengers: Infinity War Y Avengers: Endgame. En una "escena poscréditos" la Filarmónica interpretó el tema de Michael Giacchino de The Fantastic Four: First Steps (2025). La actuación también utilizó proyección de mapas en el proscenio del Hollywood Bowl mientras los miembros de la audiencia llevaban pulseras iluminadas de PixMob. El concierto está programado para realizar una gira mundial en 2025.

### Especiales de acción en vivo

#### Marvel Studios: Assembling a Universe(2014)
El 18 de marzo de 2014, ABC emitió un especial de televisión de una hora titulado Marvel Studios: Assembling a Universe, que documentaba la historia de Marvel Studios y el desarrollo del Universo cinematográfico de Marvel e incluía entrevistas exclusivas e imágenes detrás de escena de todas las películas, One-Shots y Agents of S.H.I.E.L.D., y adelantos de Avengers: Age of Ultron, Captain America: The Winter Soldier, Guardianes de la Galaxia, episodios no emitidos de Agents of S.H.I.E.L.D., y Ant-Man. Brian Lowry de Variety consideró el especial, "contiene una historia comercial y creativa bastante interesante. Si bien todo podría tener sentido en retrospectiva, hubo una audacia apreciable en el plan de Marvel de estrenar cinco películas poco conectadas del mismo mundo lleno de héroes, comenzando con el cinemáticamente no probado Iron Man y culminando con el equipo de superhéroes The Avengers. Como tal, esta hora de rápido movimiento califica como algo más que un simple trabajo de cortar y pegar de kits de prensa electrónicos, aunque hay una elemento de eso, sin duda." El especial fue lanzado el 9 de septiembre de 2014, en los medios domésticos para la temporada 1 de Agents of S.H.I.E.L.D..

#### Marvel 75 Years: From Pulp to Pop!(2014)
En septiembre de 2014, el productor ejecutivo de Agents of S.H.I.E.L.D., Jeffrey Bell, declaró que para satisfacer las demandas de producción y evitar tener que transmitir episodios repetidos, ABC probablemente transmitiría un especial de Marvel en lugar de una entrega regular en algún momento durante los primeros diez episodios de la segunda temporada de Agents of S.H.I.E.L.D.. En octubre, se reveló que el especial sería Marvel 75 Years: From Pulp to Pop!, que fue presentado por Emily VanCamp, quien interpreta a la Agente 13 en Capitán América: The Winter Soldeir, y se emitió el 4 de noviembre de 2014. Las imágenes especiales detrás de escena de Avengers: Age of Ultron y Ant-Man, así como imágenes de la serie de televisión Agent Carter proyectadas previamente en New York Comic Con. Brian Lowry de Variety consideró que una hora para el especial no "le hacía justicia al tema" y agregó: "Para cualquiera que haya visto más de una película de Marvel, pero se encoge de hombros perplejo ante la mención de Jack Kirby o Steve Ditko, Marvel 75 Years: From Pulp To Pop! probablemente debería ser una visualización obligatoria. Divertida, trepidante y que abarca muchos de los aspectos más destacados de la compañía junto con algunos puntos bajos, es una introducción sólida a la historia de Marvel, al tiempo que entrelaza la inevitable autopromoción y complementos sinérgicos". Eric Goldman de IGN también deseó que el especial hubiera sido más largo y agregó: "Es comprensible que cuanto más sepas sobre Marvel, menos te sorprenderá Marvel 75 Years: From Pulp to Pop!, pero es importante recordar para quién está hecho realmente este especial: una audiencia general que ha abrazado a los personajes de Marvel, a través de películas de gran éxito, de una manera que nadie podría haber imaginado".

#### Marvel Studios: Expanding the Universe(2019)
En noviembre de 2019, Disney+ anunció que la plataforma de streaming incluiría Expanding the Universe, un especial que presenta una mirada a las series originales de televisión del MCU para Disney+, con entrevistas y arte conceptual.

#### Bilibili New Year's Gala (2020)
Durante la Gala de Año Nuevo Bilibili de China el 31 de diciembre tuvo lugar una actuación de orquesta con temática de Marvel de una versión ampliada del tema de Marvel Studios de Brian Tyler y del tema de Alan Silvestri de The Avengers tuvo lugar durante la Gala de Año Nuevo Bilibili de China el 31 de diciembre de 2020, para promover los estrenos de películas de Marvel Studios de 2021.

#### Marvel Studios' 2021 Disney+ Day Special(2021)
Un especial titulado Marvel Studios' 2021 Disney+ Day Special, que analiza el futuro del MCU en Disney+, se estrenó en el servicio el 12 de noviembre de 2021, como parte de su celebración del "Disney+ Day.

### Series documentales

#### Marvel Studios: Leyendas(2021–presente)
Anunciada en diciembre de 2020, esta serie examina héroes, villanos, momentos y objetos individuales del Universo cinematográfico de Marvel y cómo se conectan, en anticipación de las próximas historias que los presentarán en la Fase Cuatro.  Marvel Studios: Legends se estrenó en Disney+ el 8 de enero de 2021, con el estreno de los dos primeros episodios. Se estrenaron episodios adicionales antes de apariciones de un personaje y objetos en series y películas de Disney+.

#### Marvel Studios: Assembled(2021–presente)
Anunciada en febrero de 2021, cada especial de la serie documental va detrás de escena de la realización de las películas y series de televisión del MCU con miembros del elenco y creativos adicionales. Marvel Studios: Assembled se estrenó en Disney+ el 12 de marzo de 2021, con el estreno del primer especial, seguido de especiales adicionales.

#### Voices Rising: The Music of Wakanda Forever(2023)
Voices Rising: The Music of Wakanda Forever es una serie documental de tres partes que detalla el proceso de creación de la banda sonora de Black Panther: Wakanda Forever. Se estrenó en Disney+, el 28 de febrero de 2023. Originalmente, la serie documental estaba programada para ser retirada de Disney+ el 26 de mayo de 2023, como parte de los esfuerzos de Disney para reducir los costos de contenido, pero finalmente se decidió mantenerlo en el servicio en ese momento.

#### MPower(2023)
En junio de 2021, Marvel Studios lanzó una convocatoria de casting para que los fanáticos de "Las mujeres fuertes de Marvel" fueran parte de una serie documental sin guion de Disney+ que muestre a las mujeres que crean el MCU delante y detrás de la cámara, incluidos actrices y creativas, y las fanes que solicitaron participar en la serie. La serie se tituló MPower en febrero de 2023 y se estrenó en su totalidad el 8 de marzo de 2023, que consta de cuatro episodios titulados «The Women of Black Panther», «Captain Marvel», «Scarlet Witch», y «Gamora», que fueron dirigidos por Quinn Wilson y utilizaron material de archivo y animación. Su estreno coincidió con el Día Internacional de la Mujer. Se entrevistó a varias actrices del MCU, para discutir qué hace que sus personajes sean atractivos para el público, incluidos Danai Gurira, Lupita Nyong'o, Florence Kasumba y Letitia Wright; Brie Larson, Iman Vellani y Teyonah Parris; Elizabeth Olsen, Kathryn Hahn y Kat Dennings; y Zoë Saldaña, quien fue productora ejecutiva de la serie junto a Victoria Alonso. Saldaña dijo que la serie era un tributo a la representación y el empoderamiento de las mujeres con la intención de "iniciar conversaciones significativas e impulsar un cambio real hacia un mundo más igualitario e inclusivo". Otros creativos que fueron entrevistados para los episodios incluyen a la ejecutiva de Marvel Studios, Trinh Tran, la diseñadora de vestuario de Black Panther, Ruth E. Carter, la diseñadora de producción Hannah Beachler y la editora Debbie Berman. La serie documental estaba originalmente programada para ser eliminada de Disney+ el 26 de mayo de 2023, como parte de los esfuerzos de Disney para reducir cuesta el contenido, pero finalmente se decidió mantenerla en el servicio en ese momento. La serie fue producida por Herzog & Co., la productora de Saldaña, Cinestar Pictures, y Just Entertainment.
Aaron Perine de ComicBook.com creía que la serie tendría "algo para que todos los fans disfrutaran" con la entrada de cada personaje debido a la apreciación de los fanes, mientras que BJ Conagelo de /Film declaró que era "fantástico ver un enfoque reflexivo y profundo" del trabajo de diversos grupos de mujeres en el MCU, y descubrió que era "igual de impresionante" hasta qué punto la serie analizaba su impacto como una "evaluación sincera" de la importancia de las historias más allá de la representación de género. Philip Watson de CGMagazine dijo que si bien la serie parecía enfocada en "agregar profundidad" a las historias de fondo de las mujeres detrás de Marvel, un enfoque secundario era honrar el título y empoderar a las mujeres, citando a Kasumba: "Podrías verla y pensar 'las personas que se parecen a mí, nosotros también podemos ser superhéroes. Kai Young de Screen Rant consideró que la exclusión de la serie de un episodio centrado en el personaje del MCU de Scarlett Johansson, Natasha Romanoff / Black Widow, fue otro "insulto contra" el personaje, ya que era "fundamental para el MCU", y quería que un episodio de este tipo se centrara en desarrollar a Romanoff como individuo más allá de sus relaciones con personajes masculinos y junto a su familia.

### Material literario
En septiembre de 2015, Marvel anunció la Guidebook to the Marvel Cinematic Universe, nombrada como un guiño al Official Handbook of the Marvel Universe. Cada guía es compilada por Mike O'Sullivan y el equipo del Official Handbook of the Marvel Universe, con portada de Mike del Mundo y Pascal Campion, y presenta datos sobre las películas del MCU, comparaciones entre películas y cómics e imágenes fijas de producción. Las guías publicadas cada mes desde octubre de 2015 hasta enero de 2016 fueron Guidebook to the Marvel Cinematic Universe: Marvel's Iron Man, Guidebook to the Marvel Cinematic Universe: Marvel's Incredible Hulk / Marvel's Iron Man 2, Guidebook to the Marvel Cinematic Universe: Marvel's Thor, y Guidebook to the Marvel Cinematic Universe: Marvel's Captain America: The First Avenger.
En noviembre de 2018, Marvel y Titan Publishing Group lanzaron Marvel Studios: The First Ten Years para celebrar los primeros diez años del Universo cinematográfico de Marvel, que incluyó entrevistas al elenco, secciones detalladas sobre cada película y una guía de easter eggs. En octubre de 2021, se lanzó un libro de dos volúmenes The Story of Marvel Studios: The Making of the Marvel Cinematic Universe, escrito por Tara Bennett y Paul Terry. Esta colección presenta una mirada a la evolución de Marvel Studios, historias personales de las 23 películas de la "Infinity Saga" y entrevistas con miembros del elenco y el equipo.
En abril de 2023, W. W. Norton & Company anunció MCU: The Reign of Marvel Studios de Joanna Robinson, Dave Gonzales y Gavin Edwards, a publicarse el 10 de octubre de 2023. El libro presenta una mirada no autorizada al "ascenso y reinado incierto del MCU, analizando el lugar de Marvel Studios como actor importante en Hollywood y la cultura pop global" desde los inicios de Marvel Studios, hasta los eventos de principios de 2023, realizados a través de numerosas entrevistas con personas estrechamente asociadas con el MCU. Norton se acercó a los escritores para trabajar en un libro centrado en el MCU en 2019. Robinson explicó que el libro originalmente estaba destinado a ser una historia oral, hasta que Disney ya no estaba entusiasmado con la publicación del libro a pesar de estar inicialmente abierto a ello, y le dijo a la actual empleados y ex estrellas que no hablen con los escritores. Los escritores pudieron complementar las entrevistas que obtuvieron con "críticos culturales y expertos en cómics", además de años de investigación. Robinson agregó que gracias al largo trabajo realizado en el libro, pudo cubrir la expansión del estudio a la televisión en Disney+, así como "este estado actual de lo que me gusta llamar un 'bamboleo' en el largo reinado de Marvel", y proporcionar "muchas respuestas sobre cómo llegamos hasta aquí". Además, el libro no se vio disuadido por los entonces recientes despidos de Alonso y el CEO de Marvel Entertainment, Ike Perlmutter, necesitando sólo "algunos ajustes cosméticos para entrelazar toda la historia" y Robinson explicó que esos despidos "en realidad reforzaron nuestro sentido que realmente habíamos capturado la historia de Marvel tanto en sus triunfos como en sus obstáculos". Robinson pudo entrevistar a muchos de los sujetos mientras Gonazles hacía la mayor parte de la investigación del libro, con Edwards compilando todo para darle al libro un "flujo".
En febrero de 2024, Abrams Books anunció «Marvel Studios: The Art of Ryan Meinerding», escrito por Bennett y Terry. El libro incluye más de 500 ilustraciones de Meinerding, desde trabajos en progreso hasta piezas completadas, junto con material de entrevistas donde Meinerding analiza su proceso y su trabajo en el departamento de desarrollo visual de Marvel Studios. Se publicará el 1 de octubre de 2024.

### Videojuegos relacionados
| Título                                                  | Lanzamiento en EE. UU. | Editorial                              | Desarrollador                                                   | Plataformas |
| ------------------------------------------------------- | ---------------------- | -------------------------------------- | --------------------------------------------------------------- | --- |
| Iron Man                                                | 2 de mayo de 2008      | Sega                                   | Secret LevelArtificial Mind and MovementHands-On Mobile         | PlayStation 3 y Xbox 360PlayStation 2, Wii, Microsoft Windows, Nintendo DS y PlayStation PortableVarios dispositivos móviles |
| The Incredible Hulk                                     | 5 de junio de 2008     | Sega                                   | Edge of RealityAmaze EntertainmentHands-On Mobile               | PlayStation 2, PlayStation 3, Xbox 360, Microsoft Windows y WiiNintendo DSVarios dispositivos móviles                        |
| Iron Man 2                                              | 4 de mayo de 2010      | Sega                                   | Sega Studios San FranciscoHigh Voltage SoftwareGriptonite Games | PlayStation 3 y Xbox 360Wii y PlayStation PortableNintendo DS                                                                |
| Iron Man 2                                              | 4 de mayo de 2010      | Gameloft                               | Gameloft                                                        | iOS y BlackBerry |
| Thor: God of Thunder                                    | 3 de mayo de 2011      | Sega                                   | Liquid EntertainmentRed Fly StudioWayForward Technologies       | PlayStation 3 y Xbox 360Wii y Nintendo 3DSNintendo DS                                                                        |
| Captain America: Super Soldier                          | 19 de julio de 2011    | Sega                                   | Next Level GamesHigh Voltage SoftwareGraphite Games             | PlayStation 3 y Xbox 360Wii y Nintendo 3DSNintendo DS                                                                        |
| The Avengers: The Mobile Game                           | 2 de mayo de 2012      | Gameloft                               | Gameloft                                                        | iOS, Android y Blackberry |
| Iron Man 3: The Official Game                           | 25 de abril de 2013    | Gameloft                               | Gameloft                                                        | iOS y Android |
| Thor: The Dark World – The Official Game                | 31 de octubre de 2013  | Gameloft                               | Gameloft                                                        | iOS y Android |
| Captain America: The Winter Soldier – The Official Game | 27 de marzo de 2014    | Gameloft                               | Gameloft                                                        | iOS, Android y Windows Phone                                                                                                 |
| Lego Marvel Vengadores                                  | 26 de enero de 2016    | Warner Bros. Interactive Entertainment | TT Games                                                        | PlayStation 4, Xbox One, Microsoft Windows, PlayStation 3, Xbox 360, Wii U, Nintendo 3DS, PlayStation Vita                   |
| Lego Marvel Vengadores                                  | 10 de marzo de 2016    | Feral Interactive                      | TT Games                                                        | macOS |
| Spider-Man: Homecoming – Virtual Reality Experience     | 30 de junio de 2017    | Sony Pictures Virtual Reality          | CreateVR                                                        | PlayStation VR, HTC Vive, Oculus Rift                                                                                        |
| Spider-Man: Far From Home – Virtual Reality Experience  | 25 de junio de 2019    | Sony Pictures Virtual Reality          | CreateVR                                                        | PlayStation VR, HTC Vive, Oculus Rift                                                                                        |
| What If...? – An Immersive Story                        | 30 de mayo de 2024     | Apple                                  | ILM Immersive                                                   | Apple Vision Pro |

### A Mini Marvel
En febrero de 2016, se emitió un comercial de mini latas de Coca-Cola durante el Super Bowl 50. A Mini Marvel fue creada por Wieden+Kennedy para Coca-Cola a través de una asociación con Marvel, y fue dirigida por los hermanos Russo. En el anuncio, Ant-Man (con la voz de Paul Rudd, retomando su papel) y Hulk primero pelean y luego se unen por una mini lata de Coca-Cola. Luma Pictures proporcionó los efectos visuales para el anuncio, ya que trabajó anteriormente con los dos personajes en películas del MCU. Para Hulk, Luma redefinió su anterior sistema muscular y proceso de simulación para crear y renderizar el personaje, mientras que Ant-Man recibió una nueva captura de movimiento. La campaña del Super Bowl se extendió a "mini latas de Coca-Cola de edición limitada [paquetes de seis] adornadas con imágenes de personajes de Marvel, incluidos Hulk, Ant-Man, Black Widow, [Falcon, Iron Man] y el Capitán América. Los consumidores tuvieron la oportunidad de comprar las latas al encontrar pistas ocultas en el comercial, aunque "si el programa va bien, Coca-Cola considerará poner las latas a la venta en las tiendas". El anuncio tuvo la tercera mayor actividad en las redes sociales de todos los avances relacionados con películas que se emitieron durante el juego, y fue nominado a efectos visuales sobresalientes en un comercial en los 15° Premios Visual Effects Society.

### The Good, the Bart, and the Loki
En junio de 2021, se anunció el cortometraje de Los Simpson, The Good, the Bart, and the Loki, que se estrenó junto con «Journey into Mystery», el quinto episodio de Loki en Disney+. El corto ve a Loki formando equipo con Bart Simpson en un crossover que rinde homenaje a los héroes y villanos del MCU. Hiddleston retoma su papel de Loki en el corto.